# Campane dell'arcidiocesi di Milano

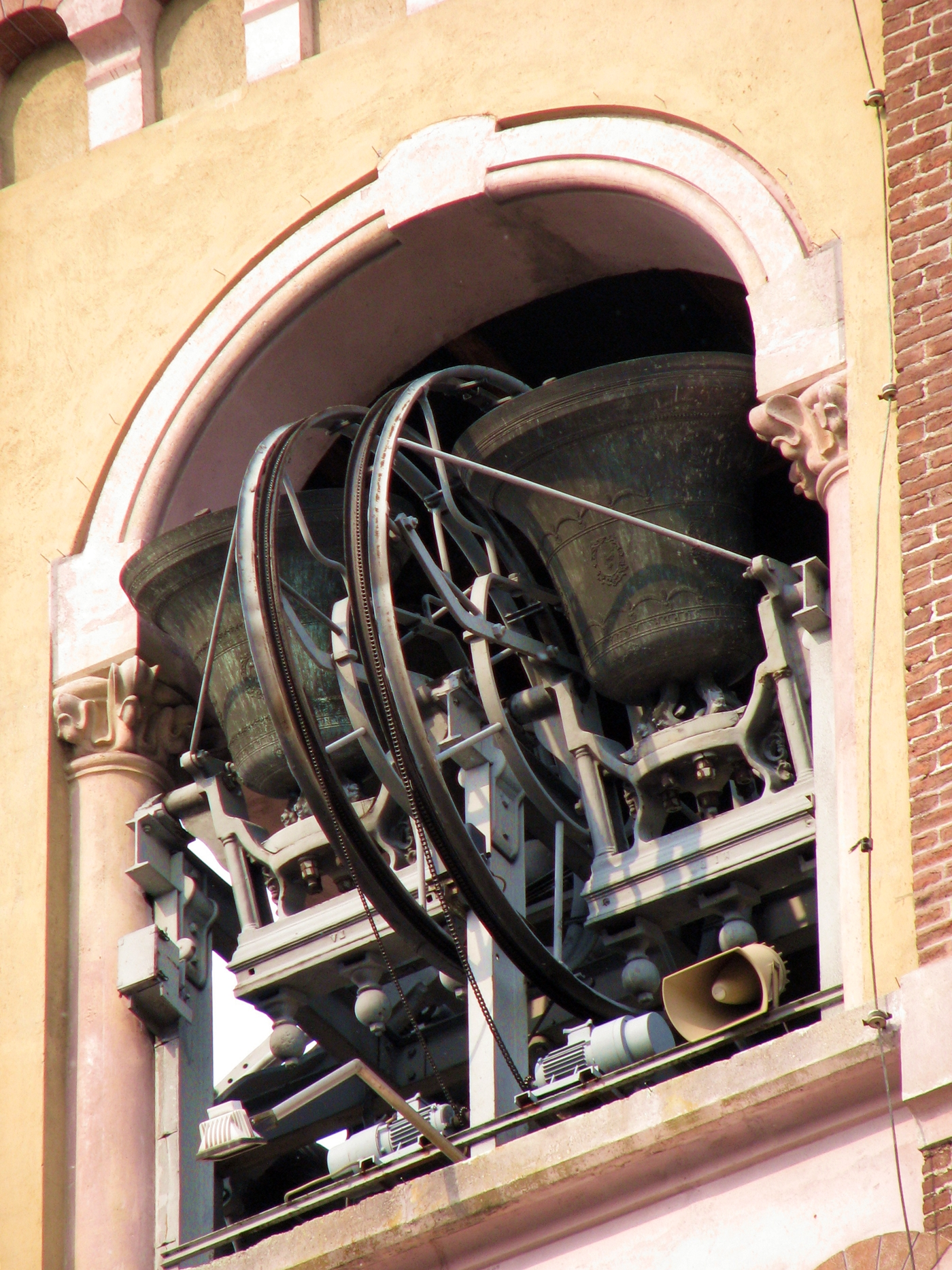
Campane a sistema ambrosiano a bicchiere, durante un Concerto Solenne Ambrosiano

Le campane dell'arcidiocesi di Milano hanno la particolarità, rispetto a quelle di altre regioni italiane, di essere incastellate a battaglio cadente (termine tecnico con il quale si definisce questo sistema di campane in movimento) o, come è più usuale chiamarlo in base all'origine, a sistema ambrosiano. Esso si caratterizza per il fatto che, dopo aver fatto compiere alle campane ampie rotazioni, fino alla posizione di stallo a bicchiere, le campane scendono una a una, componendo varie scale che nascono dall'intreccio e dal concatenamento dei vari rintocchi che emettono. Nel territorio dell'arcidiocesi di Milano vi è ancora un numero molto elevato di torri campanarie, che svolgevano il compito di scandire il tempo e la vita dei cittadini, richiamandoli alla preghiera quotidiana.
Calcolando il tempo che ogni singola campana impiega per compiere ciascuna rotazione, è possibile comporre predefinite o nuove successioni di suoni, chiamate "Solenni": si tratta della suonata più classica e solenne dell'arcidiocesi di Milano, denominata appunto Concerto Solenne Ambrosiano.

## La nascita del sistema ambrosiano
La nascita del sistema di suono ambrosiano, si colloca nel XVIII secolo, sulle nuove campane della basilica di Sant'Ambrogio a Milano: alle campane viene applicata una ruota in cui può scorrere più comodamente la corda. L'aggiunta in seguito di un fermo e di una balestra, ha permesso di poter portare le campane dalla posizione di stallo alla famosa posizione a bicchiere, utile e indispensabile per poter comandare le discese, andando a creare un intreccio di suoni e comporre così i concerti suonati nelle massime solennità.
Il più antico concerto di campane montate all'ambrosiana è quello di Piana dei Monti, che è composto da tre bronzi. Il più antico tra questi è stato fuso da Francesco Sottile, risalente al 1611 ed emette la nota Sol3.
Durante la Repubblica Cisalpina, viene redatto il primo inventario di tutte le campane presenti sui campanili del centro storico della città di Milano: ne vengono "censite" quasi trecento, alcune delle quali vennero poi vendute all'asta.
Nel corso dell'Ottocento, la qualità musicale delle campane prodotte in area lombarda raggiunge i suoi massimi livelli: abbiamo nomi di grande spicco, come Felice Bizzozero di Varese, i discendenti del cremasco Domenico Crespi, i figli di Pietro Luigi Comerio (di Malnate trasferitosi a Milano per la concorrenza con i Bizzozero), i fratelli Barigozzi di Milano e Giorgio Pruneri di Grosio, in provincia di Sondrio.
Nel corso del 1942 venne emanata una legge che impose il sequestro delle campane, al fine di riutilizzare il metallo contenuto al loro interno per scopi bellici. La diocesi di Milano subì una pesante perdita di bronzi storici, con oltre settecento campane andate distrutte. Nel dopoguerra le parrocchie si adoperarono per sostituire le campane rifuse, rifondendo molto spesso interamente i concerti, distruggendo di fatto molte delle campane storiche rimaste. La diocesi di Milano fu seconda solo a quella di Bergamo, per la mole delle campane requisite.

## La composizione dei concerti

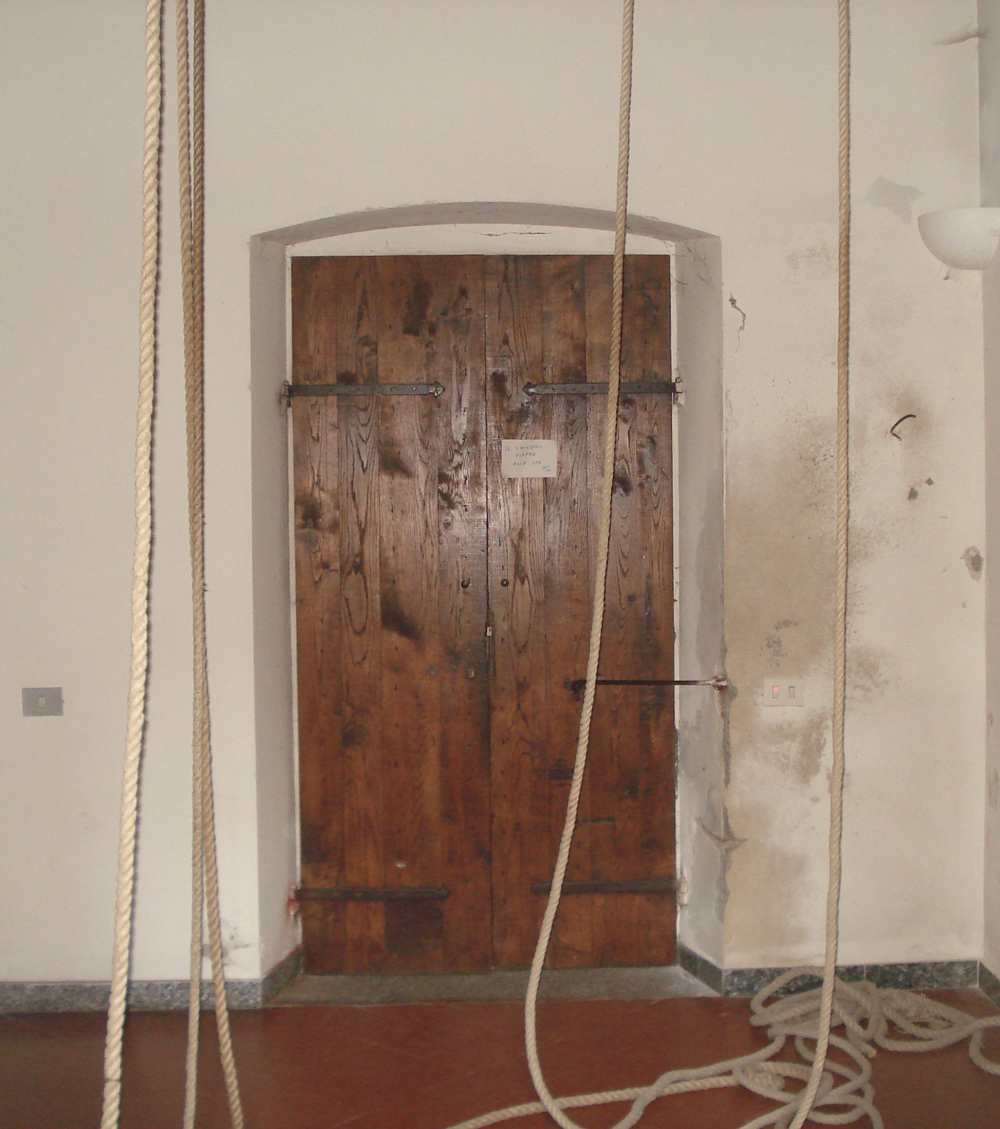
Corde all'interno di un campanile

Le campane hanno iniziato a suonare secondo il sistema a slancio, che consiste nella semplice oscillazione per permettere al battaglio di colpire il bordo superiore della campana per forza d'inerzia. In seguito sono stati introdotti nuovi sistemi di suono, i quali prevedevano rotazioni più ampie, in modo da poter gestire meglio la campana, controllando i suoi rintocchi una volta portata a bicchiere. L'antica tradizione dello slancio, si conserva oggi nella tipologia della suonata a distesa, dove la campana dondola semplicemente emettendo un suono ogni volta che il battaglio ne colpisce la superficie. In base al numero di campane coinvolte nella distesa e alla tradizione locale, si riesce a capire il grado d'importanza del giorno liturgico e della celebrazione che è prossima a cominciare. Ovviamente questa suonata è quella riservata ai giorni feriali, ai festivi e talvolta alle solennità minori. Durante le solennità maggiori invece, le campane suonano a concerto.

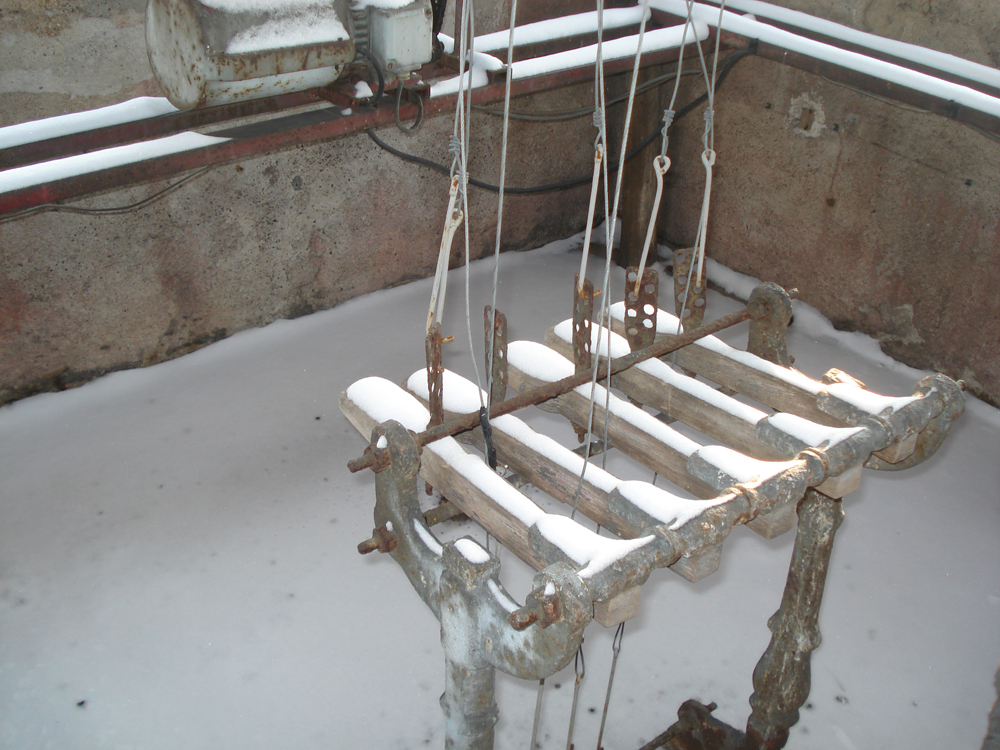
Tastiera per il suono a festa posizionata nella cella campanaria

Il termine concerto indica l'insieme dei bronzi presenti sul campanile, accordati in scala diatonica. I campanili possono essere dotati di un numero di campane che varia da uno (di solito per le cappelle o le chiese sussidiarie) a venticinque campane; in diocesi i più diffusi per le parrocchie sono composti da cinque campane.
Il sistema di suono è oggi diffuso principalmente nelle vecchie zone soggette alla Diocesi di Milano (e naturalmente in quelle in cui vi è ancora il rito ambrosiano), perciò lo troviamo in Lombardia, in Piemonte e nel Canton Ticino, ma è anche possibile trovarle anche in luoghi del tutto estranei a queste aree geografiche, poiché alcuni fonditori fondevano campane anche per altri territori e portavano con loro il metodo più congeniale alla fusione delle loro campane.
Completamento del suono ambrosiano è il suono a festa con la tastiera, collocata nella cella campanaria, una sorta di grosso pianoforte con tasti in legno collegati per mezzo di tiranti ai battagli delle singole campane (che restano immobili per questa tipologia esecutiva). Il suono è prodotto dalla percussione del battaglio contro il bordo della campana. Questo metodo di suono sfrutta lo stesso principio dei carillon di campane presenti sulle torri fiamminghe.
I moderni ritrovati tecnologici hanno soppiantato il suono manuale con la tastiera con martelli elettrici collocati a fianco del bordo delle campane e comandati da una centralina di controllo automatizzata.
La quasi totalità dei campanili della diocesi possiede campane incastellate all'ambrosiana, la più grande eccezione è il duomo di Monza che ha campane montate a slancio, una scelta mantenuta nei secoli anche per ribadire la sua appartenenza al rito romano.

## Elenco delle campane e dei concerti di campane
Il numero delle campane si riferisce a quelle presenti unicamente sul campanile.
La I campana corrisponde sempre alla campana minore.

### Una campana
| Località                                          | Provincia | Edificio | Sistema         | Azionamento             | Tonalità |
| ------------------------------------------------- | --------- | --- | --------------- | ----------------------- | -------- |
| Abbiategrasso                                     | MI        | Chiesa sussidiaria della Beata Vergine Maria Addolorata                                                         | Mezzoambrosiano | Manuale                 | Sol4     |
| Albese con Cassano                                | CO        | Chiesa sussidiaria anticamente parrocchiale di San Pietro apostolo                                              | Ambrosiano      | Manuale                 | Mib4     |
| Albizzate, frazione Valdarno                      | VA        | Monumento dei caduti della prima guerra mondiale                                                                | Fisso           | Manuale                 | Fa#4     |
| Basiglio, frazione Vione                          | MI        | Chiesa sussidiaria di San Bernardo da Chiaravalle abate e dottore della Chiesa                                  | Slancio         | Manuale                 | Si4      |
| Bellano, rione Case Fanfani                       | LC        | Chiesa sussidiaria di San Michele arcangelo                                                                     | Slancio         | Manuale                 | Mib5↑    |
| Busto Arsizio, rione Borsano                      | VA        | Chiesa sussidiaria di Sant'Antonio da Padova sacerdote e dottore della Chiesa                                   | Ambrosiano      | Manuale                 | Mib4     |
| Casargo, frazione Narro                           | LC        | Chiesa sussidiaria di San Rocco pellegrino                                                                      | Slancio         | Manuale                 | Lab4     |
| Casargo, località Alpe Giumello                   | LC        | Chiesa sussidiaria della Beata Vergine Maria della Neve                                                         | Slancio         | Manuale                 | Re5      |
| Casciago                                          | VA        | Chiesa sussidiaria di Sant'Eusebio da Vercelli vescovo                                                          | Slancio         | Manuale                 | Mib4     |
| Comerio                                           | VA        | Chiesa sussidiaria di San Celso martire                                                                         | Mezzoambrosiano | Manuale                 | Reb5     |
| Cornaredo, rione Cascina Favaglie                 | MI        | Chiesa sussidiaria di San Rocco pellegrino                                                                      | Ambrosiano      | Manuale                 | Do5      |
| Cornate d'Adda, frazione Porto d'Adda             | MB        | Santuario della Beata Vergine Maria della Rocchetta                                                             | Ambrosiano      | Manuale                 | Sib4     |
| Cuggiono                                          | MI        | Chiesa sussidiaria di San Carlo Borromeo vescovo                                                                | Slancio         | Manuale                 | Si4      |
| Fagnano Olona                                     | VA        | Chiesa sussidiaria di San Rocco pellegrino                                                                      | Slancio         | Manuale                 | Si4      |
| Garbagnate Monastero                              | LC        | Chiesa sussidiaria dei Santi Nazaro e Celso martiri                                                             | Ambrosiano      | Manuale                 | Solb4    |
| Gavirate                                          | VA        | Chiesa sussidiaria di San Carlo Borromeo vescovo                                                                | Ambrosiano      | Elettrico (solo motore) | Fa#4     |
| Gessate                                           | MI        | Chiesa sussidiaria anticamente parrocchiale della Beata Vergine Maria Addolorata                                | Ambrosiano      | Elettrico (solo motore) | Do4      |
| Introbio, località Val Biandino                   | LC        | Chiesa sussidiaria della Beata Vergine Maria Immacolata                                                         | Ambrosiano      | Spinta manuale          | Fa4      |
| Laveno Mombello, frazione Cerro, localita Laveno  | VA        | Chiesa sussidiaria della Beata Vergine Maria in Casa Deserta                                                    | Slancio         | Manuale                 | Fa#4     |
| Laveno Mombello, frazione Mombello                | VA        | Chiesa sussidiaria di San Michele arcangelo                                                                     | Ambrosiano      | Manuale                 | Solb4    |
| Laveno Mombello, frazione Mombello                | VA        | Monumento dei caduti della guerre                                                                               | Ambrosiano      | Manuale                 | Fa4      |
| Laveno Mombello, località Ceresolo                | VA        | Chiesa sussidiaria anticamente parrocchiale dei Santi Nazaro, Celso e Defendente martiri                        | Ambrosiano      | Elettrico (solo motore) | Do4      |
| Lecco                                             | LC        | Santuario della Beata Vergine Maria della Vittoria                                                              | Ambrosiano      | Elettrico (solo motore) | Lab2     |
| Lecco, rione Malnago                              | LC        | Chiesa sussidiaria della Beata Vergine Maria del Rosario                                                        | Ambrosiano      | Manuale                 | Reb4     |
| Lonate Ceppino                                    | VA        | Chiesa sussidiaria anticamente parrocchiale di San Pietro apostolo                                              | Ambrosiano      | Elettrico (solo motore) | Fa4      |
| Lonate Ceppino                                    | VA        | Chiesa sussidiaria di San Maurizio martire                                                                      | Ambrosiano      | Manuale                 | Re5      |
| Lonate Ceppino, frazione Cascine San Bernardo     | VA        | Chiesa sussidiaria di San Bernardo da Chiaravalle abate e dottore della Chiesa                                  | Ambrosiano      | Manuale                 | Sol4↑    |
| Luino                                             | VA        | Chiesa sussidiaria di San Pietro apostolo in Campagna                                                           | Ambrosiano      | Manuale                 | Lab4     |
| Luino, frazione Voldomino                         | VA        | Chiesa sussidiaria di San Biagio vescovo e martire                                                              | Slancio         | Manuale                 | La4      |
| Milano                                            | MI        | Cattedrale Metropolitana della Beata Vergine Maria Nascente (guglia della campana di Santa Tecla)               | Fissa           | ---                     | Si3      |
| Milano, rione Crescenzago, località Cascina Gobba | MI        | Chiesa ospedaliera di San Raffaele arcangelo in Ospedale San Raffaele                                           | Slancio         | Elettrico               | Sol2     |
| Milano, rione Chiaravalle                         | MI        | Chiesa abbaziale della Beata Vergine Maria del Rosario e San Pietro apostolo (torre della Ciribiciaccola)       | Ambrosiano      | Manuale                 | Re4      |
| Milano, rione Taliedo                             | MI        | Chiesa parrocchiale di San Galdino vescovo                                                                      | Ambrosiano      | Elettrico (solo motore) | Fa#4     |
| Molteno                                           | LC        | Chiesa sussidiaria di San Rocco pellegrino                                                                      | Ambrosiano      | Manuale                 | Sib3     |
| Montegrino Valtravaglia                           | VA        | Chiesa sussidiaria di San Martino di Tours vescovo                                                              | Ambrosiano      | Manuale                 | Sol4     |
| Morazzone                                         | VA        | Chiesa sussidiaria della Beata Vergine Maria Madre                                                              | Slancio         | Manuale                 | Fa#4     |
| Morazzone                                         | VA        | Cappella di Santa Maria Maddalena                                                                               | Ambrosiano      | Manuale                 | La5      |
| Motta Visconti                                    | MI        | Chiesa sussidiaria della Beata Vergine Maria Addolorata                                                         | Ambrosiano      | Manuale                 | Solb4    |
| Motta Visconti                                    | MI        | Chiesa sussidiaria di Sant'Anna madre della Beata Vergine Maria                                                 | Ambrosiano      | Manuale                 | Reb4     |
| Nerviano                                          | MI        | Santuario anticamente abbaziale della Beata Vergine Maria Immacolata della Colorina                             | Slancio         | Manuale                 | Sol4     |
| Nerviano                                          | MI        | Chiesa sussidiaria della Beata Vergine Maria Annunciata                                                         | Ambrosiano      | Manuale                 | La4      |
| Nerviano                                          | MI        | Chiesa sussidiaria di San Gregorio Magno papa e dottore della Chiesa                                            | Ambrosiano      | Manuale                 | Sol4     |
| Opera                                             | MI        | Santuario anticamente chiesa parrocchiale della Beata Vergine Maria dell'Aiuto                                  | Ambrosiano      | Manuale                 | Re4      |
| Paderno d'Adda                                    | LC        | Chiesa sussidiaria della Beata Vergine Maria Addolorata                                                         | Slancio         | ---                     | Sib4     |
| Pasturo                                           | LC        | Chiesa sussidiaria di Sant'Andrea apostolo                                                                      | Slancio         | Manuale                 | Si4      |
| Premana                                           | LC        | Chiesa sussidiaria della Beata Vergine Maria Immacolata                                                         | Ambrosiano      | Elettrico (solo motore) | Re4      |
| Premana                                           | LC        | Chiesa sussidiaria di Sant'Antonio abate                                                                        | Slancio         | Manuale                 | Sol4     |
| Premana                                           | LC        | Teatro anticamente chiesa sussidiaria di San Rocco pellegrino                                                   | Ambrosiano      | Elettrico (solo motore) | Si4      |
| Rezzago                                           | CO        | Chiesa sussidiaria anticamente parrocchiale dei Santi Cosma e Damiano martiri                                   | Ambrosiano      | Manuale                 | Mib4     |
| Saronno                                           | VA        | Santuario della Beata Vergine Maria dei Miracoli (chiostro)                                                     | Slancio         | Spinta manuale          | Fa#4     |
| Tradate                                           | VA        | Chiesa sussidiaria cimiteriale                                                                                  | Slancio         | Manuale                 | Mi5      |
| Tronzano Lago Maggiore, frazione Bassano          | VA        | Chiesa sussidiaria anticamente parrocchiale della Beata Vergine Maria Assunta                                   | Ambrosiano      | Manuale                 | Si3      |
| Valvarrone, frazione Tremenico                    | LC        | Chiesa sussidiaria di San Carlo Borromeo vescovo                                                                | Mezzoambrosiano | Manuale                 | Sib4     |
| Valvarrone, frazione Tremenico                    | LC        | Chiesa sussidiaria cimiteriale                                                                                  | Fisso           | Manuale                 | Mi4      |
| Valganna                                          | VA        | Chiesa sussidiaria di San Gemolo martire                                                                        | Slancio         | ---                     | Reb6     |
| Varese                                            | VA        | Insigne basilica prepositurale plebana collegiata romana minore di San Vittore martire (campanile dei canonici) | Ambrosiano      | Manuale                 | Re4      |
| Venegono Superiore                                | VA        | Santuario della Beata Vergine Maria Assunta della Fontana                                                       | Ambrosiano      | Manuale                 | Si4      |
| Venegono Superiore                                | VA        | Chiesa sussidiaria anticamente parrocchiale di San Martino di Tours vescovo                                     | Mezzoambrosiano | Manuale                 | La5      |

### Due campane
| Località                                      | Provincia | Edificio | Sistema                                                   | Azionamento             | Tonalità     |
| --------------------------------------------- | --------- | --- | --------------------------------------------------------- | ----------------------- | ------------ |
| Arcisate, frazione Velmaio                    | VA        | Chiesa sussidiaria dei Santi Filippo e Giacomo apostoli                                                                    | Ambrosiano                                                | Elettrico (solo motori) | Re4          |
| Buscate                                       | MI        | Chiesa sussidiaria della Beata Vergine Maria della Neve                                                                    | Ambrosiano                                                | Elettrico (solo motori) | Solb4 e Do#4 |
| Calvignasco                                   | MI        | Chiesa parrocchiale di San Michele arcangelo                                                                               | Ambrosiano                                                | Manuale                 | Si4 e Sol4   |
| Casargo, frazione Codesino                    | LC        | Chiesa sussidiaria di San Giacomo apostolo                                                                                 | Ambrosiano                                                | Manuale                 | Fa4          |
| Casorate Primo                                | PV        | Chiesa sussidiaria di Sant'Antonio abate                                                                                   | Ambrosiano                                                | Manuale                 | Sol4 e Mib4  |
| Castellanza, frazione Castegnate              | VA        | Chiesa sussidiaria della Sacra famiglia di Gesù, Maria e Giuseppe                                                          | Ambrosiano                                                | Elettrico (solo motori) | Mib4         |
| Cornaredo, frazione Cascina Croce             | MI        | Chiesa sussidiaria della Santa Croce                                                                                       | Slancio                                                   | Manuale                 | Re5 e Si4    |
| Introbio                                      | LC        | Chiesa sussidiaria anticamente parrocchiale di San Michele arcangelo                                                       | Slancio                                                   | Manuale                 | La3          |
| Lecco, rione Acquate                          | LC        | Chiesa sussidiaria di Sant'Anna madre della Beata Vergine Maria                                                            | Ambrosiano                                                | Manuale                 | Mi4          |
| Lecco, rione Falghera                         | LC        | Chiesa sussidiaria di San Francesco d'Assisi diacono                                                                       | Ambrosiano                                                | Manuale                 | Reb5 e Fa4   |
| Lecco, rione Rancio, località Castione        | LC        | Chiesa sussidiaria di San Carlo Borromeo vescovo                                                                           | Ambrosiano                                                | Manuale                 | Reb4         |
| Lecco, rione Versasio                         | LC        | Chiesa sussidiaria della Beata Vergine Maria Assunta                                                                       | Ambrosiano                                                | Manuale                 | Mib4         |
| Merate, frazione Sartirana                    | LC        | Chiesa parrocchiale di San Pietro apostolo                                                                                 | Ambrosiano                                                | Elettrico (solo motori) | Mi4 e Do4    |
| Milano, rione Missori                         | MI        | Chiesa prepositurale di Sant'Alessandro martire (campanile dell'orologio)                                                  | Fisso                                                     | Elettrico               | Mi4↓         |
| Montegrino Valtravaglia, frazione Castendallo | VA        | Chiesa sussidiaria di San Gallo abate                                                                                      | Ambrosiano                                                | Manuale                 | Sol4         |
| Monza                                         | MB        | Chiesa sussidiaria della Beata Vergine Maria e delle Sante Maria Maddalena e Teresa d'Avila vergine e dottore della Chiesa | Ambrosiano                                                | Elettrico               | Re4 e Do#4   |
| Origgio                                       | VA        | Chiesa sussidiaria di San Giorgio martire                                                                                  | Ambrosiano                                                | Manuale                 | Do5 e Re4    |
| Pagnona, località Gallino                     | LC        | Chiesa sussidiaria della Beata Vergine Maria Regina dei Monti                                                              | Slancio                                                   | Manuale                 | Si5↑ e Lab5  |
| Saronno                                       | VA        | Santuario della Beata Vergine Maria dei Miracoli (campanile delľorologio)                                                  | Fisso                                                     | Elettrico               | Reb4         |
| Somma Lombardo                                | VA        | Chiesa sussidiaria di San Rocco pellegrino                                                                                 | Ambrosiano                                                | Manuale                 | Sib3         |
| Sormano                                       | CO        | Chiesa sussidiaria della Beata Vergine Maria del Sasso                                                                     | Ambrosiano                                                | Manuale                 | Mi4          |
| Taceno                                        | LC        | Chiesa parrocchiale della Beata Vergine Maria Assunta                                                                      | Slancio                                                   | Manuale                 | Sib3 e La3↓  |
| Trezzo sull'Adda, frazione Concesa            | MI        | Santuario abbaziale della Beata Vergine Maria madre di Nostro Signore Gesù Cristo                                          | Ambrosiano                                                | Manuale                 | Re#4 e Si3   |
| Valvarrone, frazione Vestreno                 | LC        | Santuario della Beata Vergine Maria della Pietà di Bondo                                                                   | Ambrosiano                                                | Manuale                 | Mib4         |
| Varese, rione Calcinate del Pesce             | VA        | Chiesa parrocchiale dei Santi Nazaro e Celso martiri                                                                       | Ambrosiano                                                | ---                     | Sol4         |
| Varese, rione Calcinate del Pesce             | VA        | Chiesa sussidiaria della Beata Vergine Maria Immacolata                                                                    | Campana minore slancio e campana maggiore mezzoambrosiano | ---                     | Si4 e Sol#4  |

### Tre campane
| Località                                                    | Provincia | Edificio | Sistema                                                        | Azionamento                                                        | Tonalità                                |
| ----------------------------------------------------------- | --------- | --- | -------------------------------------------------------------- | ------------------------------------------------------------------ | --------------------------------------- |
| Aicurzio, località Campegorino                              | MB        | Santuario del Santissimo Crocifisso | Ambrosiano                                                     | Manuale                                                            | Lab3                                    |
| Albairate                                                   | MI        | Chiesa sussidiaria di San Bernardo da Chiaravalle abate e dottore della Chiesa                                                                 | Ambrosiano                                                     | Manuale                                                            | Reb4                                    |
| Arconate                                                    | MI        | Santuario della Beata Vergine Maria Bambina | Ambrosiano                                                     | Manuale                                                            | Do4                                     |
| Arese, frazione Valera                                      | MI        | Chiesa parrocchiale di San Bernardino da Siena sacerdote                                                                                       | Ambrosiano                                                     | Manuale                                                            | 1 campana in Solb4 e 2 campane in Reb4  |
| Arsago Seprio                                               | VA        | Chiesa sussidiaria della Beata Vergine Maria del Monticello                                                                                    | Ambrosiano                                                     | Manuale                                                            | Re4                                     |
| Bareggio                                                    | MI        | Chiesa sussidiaria della Beata Vergine Maria della Neve                                                                                        | Ambrosiano                                                     | Manuale                                                            | Sol4                                    |
| Bareggio, frazione San Martino                              | MI        | Chiesa sussidiaria di Sant'Anna madre della Beata Vergine Maria                                                                                | Ambrosiano                                                     | Elettrico (solo motori)                                            | Fa#4                                    |
| Bellano                                                     | LC        | Chiesa sussidiaria di Santa Marta vergine | Ambrosiano                                                     | Manuale                                                            | La3                                     |
| Bellano, frazione Biosio                                    | LC        | Chiesa sussidiaria dei Santi Filippo Neri e Francesco di Paola sacerdoti                                                                       | Ambrosiano                                                     | Manuale                                                            | Si3 minore                              |
| Bellano, frazione Bonzeno                                   | LC        | Chiesa sussidiaria di Sant'Andrea apostolo | Ambrosiano                                                     | Manuale e cordette                                                 | Sol3↑                                   |
| Bellano, frazione Ombriaco                                  | LC        | Chiesa sussidiaria di San Bernardino da Siena sacerdote                                                                                        | Ambrosiano                                                     | Manuale e cordette                                                 | Sib3                                    |
| Bellano, frazione Oro                                       | LC        | Chiesa sussidiaria di San Gottardo vescovo | Ambrosiano                                                     | Manuale e cordette                                                 | Mi4                                     |
| Bellano, frazione Pradello                                  | LC        | Chiesa sussidiaria di San Carlo Borromeo vescovo                                                                                               | Ambrosiano                                                     | Manuale                                                            | Reb4                                    |
| Bisuschio, frazione Pogliana                                | VA        | Chiesa sussidiaria dei Santi Sebastiano martire ed Anna madre della Beata Vergine Maria                                                        | Ambrosiano                                                     | Manuale ed elettrico (solo battenti)                               | Lab3↓                                   |
| Bollate, rione San Giuseppe                                 | MI        | Chiesa parrocchiale di San Giuseppe sposo della Beata Vergine Maria                                                                            | Ambrosiano                                                     | Elettrico (solo motori)                                            | Lab3↑                                   |
| Brissago Valtravaglia, frazione Roggiano                    | VA        | Chiesa parrocchiale di San Donnino martire | Ambrosiano                                                     | Elettrico (solo motori)                                            | Sol3, Fa3 e Mi3                         |
| Buscate                                                     | MI        | Chiesa sussidiaria anticamente parrocchiale dei Santi Pietro e Paolo apostoli                                                                  | Ambrosiano                                                     | Elettrico                                                          | Do4↓                                    |
| Caglio, località Campoè                                     | CO        | Santuario della Beata Vergine Maria di Campoè                                                                                                  | Ambrosiano                                                     | Manuale                                                            | Fa#4                                    |
| Calco, frazione Arlate                                      | LC        | Chiesa parrocchiale dei Santi Gottardo vescovo e Colombano abate                                                                               | Ambrosiano                                                     | Elettrico                                                          | Fa#3                                    |
| Carlazzo, frazione Gottro                                   | CO        | Chiesa parrocchiale di Santo Stefano diacono e primo martire                                                                                   | Slancio                                                        | Elettrico                                                          | Fa3                                     |
| Carnate, frazione Passirano                                 | MB        | Chiesa sussidiaria della Santa Croce | Ambrosiano                                                     | Manuale                                                            | La3                                     |
| Casargo, frazione Indovero con Narro                        | LC        | Chiesa parrocchiale di San Martino di Tours vescovo                                                                                            | Ambrosiano                                                     | Manuale e cordette                                                 | Lab3                                    |
| Casargo, frazione Indovero                                  | LC        | Chiesa sussidiaria di San Gottardo vescovo | Ambrosiano                                                     | Manuale e cordette (campana maggiore anche elettrico, solo motore) | Do4                                     |
| Casargo, frazione Narro                                     | LC        | Chiesa sussidiaria di Santa Brigida religiosa                                                                                                  | Ambrosiano                                                     | Manuale                                                            | Si3                                     |
| Casorate Primo                                              | PV        | Chiesa sussidiaria della Beata Vergine Maria del monte Carmelo                                                                                 | Ambrosiano                                                     | Manuale                                                            | Mi4, Reb4 e Sib3                        |
| Cassina Valsassina                                          | LC        | Chiesa parrocchiale di San Giovanni apostolo ed evangelista                                                                                    | Ambrosiano                                                     | Elettrico (solo battenti) e manuale                                | Sib3                                    |
| Castiglione Olona                                           | VA        | Chiesa sussidiaria del Santissimo Corpo di Nostro Signore Gesù Cristo                                                                          | Ambrosiano                                                     | Manuale                                                            | Si3                                     |
| Castiglione Olona                                           | VA        | Chiesa sussidiaria della Beata Vergine Maria in Campagna                                                                                       | Ambrosiano                                                     | Manuale                                                            | Do4                                     |
| Cinisello Balsamo, rione Sant'Eusebio                       | MI        | Chiesa sussidiaria anticamente parrocchiale di Sant'Eusebio di Vercelli vescovo                                                                | Ambrosiano                                                     | Elettrico                                                          | Mi4                                     |
| Cornate d'Adda, frazione Colnago                            | MB        | Chiesa sussidiaria della Beata Vergine Maria Addolorata                                                                                        | Ambrosiano                                                     | Elettrico (solo battenti) e manuale                                | Mi4                                     |
| Cortenova                                                   | LC        | Chiesa sussidiaria dei Santi Fermo e Rustico martiri                                                                                           | Ambrosiano                                                     | Manuale                                                            | La3                                     |
| Cortenova, frazione Bindo                                   | LC        | Chiesa sussidiaria di San Biagio vescovo e martire                                                                                             | Ambrosiano                                                     | Manuale e tastiera                                                 | Si3                                     |
| Crandola Valsassina                                         | LC        | Chiesa parrocchiale di Sant'Antonio abate | Ambrosiano                                                     | Manuale e cordette                                                 | Si3                                     |
| Crandola Valsassina, frazione Vegno                         | LC        | Chiesa sussidiaria di San Giovanni battista | Ambrosiano                                                     | Manuale                                                            | 1 campana in Fa#4↑ e 2 campane in Reb4↑ |
| Cuggiono, frazione Castelletto                              | MI        | Chiesa dei Santi Filippo e Giacomo apostoli | Ambrosiano                                                     | Elettrico e tastiera                                               | Si3↑                                    |
| Cusino                                                      | CO        | Chiesa parrocchiale di San Giovanni Battista Nascente                                                                                          | Ambrosiano                                                     | Elettrico                                                          | Mi3                                     |
| Cusino, frazione Malé                                       | CO        | Santuario della Beata Vergine Maria della Salute                                                                                               | Ambrosiano                                                     | Manuale                                                            | Mi4                                     |
| Desio, rione San Giuseppe                                   | MB        | Chiesa sussidiaria di San Giuseppe sposo della Beata Vergine Maria                                                                             | Ambrosiano                                                     | Manuale e tastiera                                                 | La3                                     |
| Gaggiano, frazione Fagnano sul Naviglio                     | MI        | Chiesa parrocchiale dei Santi Andrea apostolo e Rocco pellegrino                                                                               | Ambrosiano                                                     | Elettrico                                                          | Sib3                                    |
| Gaggiano, frazione San Vito                                 | MI        | Chiesa parrocchiale di San Vito martire | Ambrosiano                                                     | Elettrico                                                          | Fa#3                                    |
| Gavirate, frazione Voltorre                                 | VA        | Chiesa sussidiaria anticamente parrocchiale anticamente abbaziale di San Michele arcangelo                                                     | Ambrosiano                                                     | Manuale e tastiera                                                 | Sib3                                    |
| Introbio, località Val Biandino                             | LC        | Santuario della Beata Vergine Maria della Neve                                                                                                 | Ambrosiano                                                     | Manuale                                                            | Mi4                                     |
| Inzago, frazione Villaggio Residenziale                     | MI        | Chiesa parrocchiale della Beata Vergine Maria Ausiliatrice                                                                                     | Ambrosiano                                                     | Elettrico                                                          | Re4                                     |
| Lacchiarella                                                | MI        | Chiesa sussidiaria dei Santi Rocco pellegrino e Michele arcangelo                                                                              | Ambrosiano                                                     | Manuale                                                            | Do4                                     |
| Lacchiarella, frazione Casirate Olona                       | MI        | Chiesa parrocchiale dei Santi Donato vescovo e Carpoforo martiri                                                                               | Ambrosiano                                                     | Manuale                                                            | Lab3                                    |
| Laveno Mombello, frazione Cerro                             | VA        | Chiesa parrocchiale della Beata Vergine Maria del Pianto                                                                                       | Ambrosiano                                                     | Elettrico                                                          | La3                                     |
| Lecco, rione Acquate                                        | LC        | Santuario della Beata Vergine Maria di Lourdes                                                                                                 | Ambrosiano                                                     | Elettrico                                                          | Mi4                                     |
| Lecco, rione San Giovanni alla Castagna, località Varigione | LC        | Chiesa sussidiaria della Beata Vergine Maria del Rosario                                                                                       | Ambrosiano                                                     | Manuale                                                            | Sib3                                    |
| Legnano                                                     | MI        | Santuario della Beata Vergine Maria delle Grazie                                                                                               | Ambrosiano                                                     | Manuale                                                            | La3                                     |
| Lesmo, frazione Peregallo                                   | MB        | Chiesa parrocchiale della Beata Vergine Maria Annunciata                                                                                       | Campana maggiore ambrosiano e 2 campane minori fisso           | Elettrico                                                          | Mi4                                     |
| Locate di Triulzi, località Cascina Fontana                 | MI        | Santuario della Beata Vergine Maria della Fontana                                                                                              | Ambrosiano                                                     | Manuale                                                            | Sol3↓                                   |
| Lonate Ceppino                                              | VA        | Chiesa sussidiaria della Beata Vergine Maria Annunciata e Sant'Antonio abate                                                                   | 2 campane maggiori ambrosiano e campana minore mezzoambrosiano | Manuale                                                            | Fa4                                     |
| Longone al Segrino, frazione Morchiuso                      | CO        | Chiesa sussidiaria di San Rocco pellegrino | Ambrosiano                                                     | Manuale                                                            | Fa#4                                    |
| Luino                                                       | VA        | Santuario della Beata Vergine Maria del monte Carmelo                                                                                          | Ambrosiano                                                     | Elettrico                                                          | Si3, La3 e Sol#3                        |
| Maccagno con Pino e Veddasca, frazione Cadero               | VA        | Chiesa sussidiaria anticamente parrocchiale di San Silvestro papa                                                                              | Ambrosiano                                                     | Manuale e tastiera                                                 | Si3                                     |
| Maccagno con Pino e Veddasca, frazione Campagnano           | VA        | Chiesa sussidiaria di San Martino di Tours vescovo                                                                                             | Ambrosiano                                                     | Manuale e cordette                                                 | Fa#3                                    |
| Maccagno con Pino e Veddasca, frazione Garabiolo            | VA        | Chiesa parrocchiale della Beata Vergine Maria Annunciata e San Carlo Borromeo vescovo                                                          | Ambrosiano                                                     | Manuale                                                            | Mib4                                    |
| Melegnano                                                   | MI        | Chiesa parrocchiale della Beata Vergine Maria del monte Carmelo                                                                                | Ambrosiano                                                     | Manuale e tastiera                                                 | Reb4                                    |
| Melegnano                                                   | MI        | Chiesa sussidiaria della Beata Vergine Maria dei Servi                                                                                         | Ambrosiano                                                     | Elettrico (solo battenti) e manuale                                | La3                                     |
| Merate, frazione Cicognola                                  | LC        | Santuario abbaziale della Beata Vergine Maria Nascente                                                                                         | Ambrosiano                                                     | Elettrico (solo motori) e manuale                                  | La3                                     |
| Mesenzana, frazione Riviera                                 | VA        | Chiesa sussidiaria di San Provino vescovo | Ambrosiano                                                     | Elettrico (solo motori)                                            | Re4                                     |
| Mesero                                                      | MI        | Santuario di Santa Gianna Beretta Molla religiosa anticamente chiesa sussidiaria anticamente parrocchiale della Beata Vergine Maria Purificata | Ambrosiano                                                     | Elettrico (solo motori)                                            | Do4                                     |
| Milano                                                      | MI        | Cattedrale Metropolitana della Beata Vergine Maria Nascente                                                                                    | Fisso                                                          | Elettrico                                                          | Mib3↓, Si2 e Lab2↓                      |
| Milano                                                      | MI        | Chiesa parrocchiale abbaziale dei Santi Paolo e Barnaba apostoli                                                                               | Ambrosiano                                                     | Elettrico (solo motori)                                            | Sol3                                    |
| Milano                                                      | MI        | Chiesa parrocchiale della Beata Vergine Maria al Paradiso                                                                                      | Ambrosiano                                                     | Elettrico (solo motori)                                            | 1 campana in Do#4 e 2 campane in Lab3   |
| Milano                                                      | MI        | Chiesa civica di San Sebastiano martire | Ambrosiano                                                     | Elettrico (solo motori)                                            | Do4                                     |
| Milano, rione Fiera                                         | MI        | Chiesa parrocchiale di San Francesco Saverio sacerdote                                                                                         | Ambrosiano                                                     | Elettrico (solo motori)                                            | Si3                                     |
| Missaglia, frazione Contra                                  | LC        | Chiesa sussidiaria di San Bartolomeo apostolo                                                                                                  | Ambrosiano                                                     | Elettrico                                                          | Si3                                     |
| Montegrino Valtravaglia                                     | VA        | Chiesa sussidiaria dei Santi Rocco pellegrino e Sebastiano martire                                                                             | Ambrosiano                                                     | Manuale e cordette                                                 | Do4                                     |
| Monza                                                       | MB        | Chiesa sussidiaria della Beata Vergine Maria in Strada                                                                                         | Ambrosiano                                                     | Elettrico (solo motori)                                            | 2 campane in Do4 e 1 campana in La3     |
| Monza, rione San Carlo                                      | MB        | Chiesa parrocchiale della Santissima Trinità                                                                                                   | Ambrosiano                                                     | Elettrico (solo motori) e manuale                                  | Lab3                                    |
| Monza, rione San Biagio                                     | MB        | Santuario abbaziale della Beata Vergine Maria del monte Carmelo                                                                                | Ambrosiano                                                     | Manuale                                                            | Sib3                                    |
| Nerviano, frazione Cantone                                  | MI        | Chiesa sussidiaria anticamente parrocchiale di Sant'Anna madre della Beata Vergine Maria                                                       | Ambrosiano                                                     | Manuale                                                            | Re5, Do#5 e Lab4                        |
| Nerviano, frazione Villanova                                | MI        | Chiesa sussidiaria della Beata Vergine Maria Assunta                                                                                           | Ambrosiano                                                     | Manuale                                                            | Mi4                                     |
| Noviglio                                                    | MI        | Chiesa parrocchiale di San Sebastiano martire                                                                                                  | Ambrosiano                                                     | Manuale                                                            | La3                                     |
| Noviglio, frazione Mairano                                  | MI        | Chiesa parrocchiale di San Michele arcangelo                                                                                                   | Ambrosiano                                                     | Elettrico (solo motori) e manuale                                  | Sib3                                    |
| Noviglio, frazione Tainate                                  | MI        | Chiesa parrocchiale dei Santi Pietro e Paolo apostoli                                                                                          | Ambrosiano                                                     | Manuale e cordette                                                 | Sol3                                    |
| Origgio                                                     | VA        | Santuario della Beata Vergine Maria del Bosco                                                                                                  | Ambrosiano                                                     | Manuale                                                            | Solb4                                   |
| Parabiago                                                   | MI        | Chiesa sussidiaria di San Michele arcangelo | Ambrosiano                                                     | Manuale                                                            | Re4↓                                    |
| Pasturo                                                     | LC        | Santuario della Beata Vergine Maria della Cintura                                                                                              | Ambrosiano                                                     | Manuale                                                            | La3                                     |
| Perledo, frazione Vezio                                     | LC        | Chiesa sussidiaria di Sant'Antonio abate | Ambrosiano                                                     | Elettrico (solo battenti) e manuale                                | Sib3                                    |
| Porto Valtravaglia                                          | VA        | Chiesa parrocchiale della Beata Vergine Maria Assunta                                                                                          | Ambrosiano                                                     | Elettrico                                                          | Fa#3                                    |
| Pozzo d'Adda, frazione Bettola                              | MI        | Chiesa parrocchiale di Nostro Signore Gesù Cristo Redentore                                                                                    | Ambrosiano                                                     | Elettrico                                                          | Sib3                                    |
| Primaluna, frazione Cortabbio                               | LC        | Santuario della Beata Vergine Maria Nascente                                                                                                   | Ambrosiano                                                     | Manuale e tastiera                                                 | Si3                                     |
| Primaluna, frazione Cortabbio                               | LC        | Chiesa sussidiaria di San Lorenzo diacono e martire                                                                                            | Ambrosiano                                                     | Manuale                                                            | Sib3                                    |
| Robecco sul Naviglio, frazione Casterno                     | MI        | Chiesa sussidiaria della Beata Vergine Maria del monte Carmelo                                                                                 | Ambrosiano                                                     | Manuale                                                            | Sol4                                    |
| Samarate, frazione San Macario                              | VA        | Chiesa sussidiaria di San Giuseppe sposo della Beata Vergine Maria                                                                             | Ambrosiano                                                     | Elettrico (solo motori)                                            | Mi4                                     |
| San Bartolomeo Val Cavargna                                 | CO        | Chiesa parrocchiale di San Bartolomeo apostolo                                                                                                 | Ambrosiano                                                     | Elettrico                                                          | Mi3                                     |
| Saronno                                                     | VA        | Insigne basilica santuario collegiata romana minore della Beata Vergine Maria dei Miracoli                                                     | Ambrosiano                                                     | Elettrico (solo motori)                                            | Mib3                                    |
| Saronno                                                     | VA        | Chiesa sussidiaria anticamente parrocchiale abbaziale di San Francesco d'Assisi diacono                                                        | Ambrosiano                                                     | Manuale                                                            | Sol3↑                                   |
| Saronno                                                     | VA        | Chiesa sussidiaria di Sant'Antonio abate | Ambrosiano                                                     | Manuale                                                            | Fa4                                     |
| Sedriano                                                    | MI        | Chiesa sussidiaria di San Bernardino da Siena sacerdote                                                                                        | Ambrosiano                                                     | Elettrico (solo motori) (campana maggiore anche manuale)           | Mib4                                    |
| Sesto San Giovanni                                          | MI        | Chiesa sussidiaria anticamente parrocchiale della Beata Vergine Maria Assunta                                                                  | Ambrosiano                                                     | Elettrico                                                          | Do4                                     |
| Settala, frazione Caleppio                                  | MI        | Chiesa sussidiaria anticamente parrocchiale di Sant'Agata vergine e martire                                                                    | Ambrosiano                                                     | Elettrico                                                          | Lab3                                    |
| Somma Lombardo                                              | VA        | Chiesa sussidiaria di San Vito martire | Ambrosiano                                                     | Manuale e tastiera                                                 | Si3                                     |
| Somma Lombardo, frazione Maddalena                          | VA        | Chiesa sussidiaria anticamente parrocchiale di Santa Maria Maddalena                                                                           | Ambrosiano                                                     | Elettrico (solo battenti)                                          | Mib4                                    |
| Sueglio                                                     | LC        | Chiesa sussidiaria di San Bernardino da Siena sacerdote                                                                                        | Ambrosiano                                                     | Manuale e cordette                                                 | Sib3                                    |
| Tradate, frazione Abbiate Guazzone                          | VA        | Chiesa sussidiaria dei Santi Nazaro e Celso martiri                                                                                            | Ambrosiano                                                     | Manuale                                                            | Re4↓                                    |
| Travedona Monate, frazione Monate                           | VA        | Chiesa parrocchiale anticamente collegiata della Beata Vergine Maria della Neve                                                                | Ambrosiano                                                     | Elettrico (solo motori)                                            | La3                                     |
| Trezzo sull'Adda                                            | MI        | Chiesa sussidiaria dei Santi Rocco pellegrino e Sebastiano martire                                                                             | Ambrosiano                                                     | Manuale                                                            | Lab3                                    |
| Tronzano Lago Maggiore, frazione Bassano                    | VA        | Chiesa sussidiaria di San Sebastiano martire                                                                                                   | Ambrosiano                                                     | Elettrico                                                          | Sol3                                    |
| Truccazzano, località Rezzano                               | MI        | Santuario della Beata Vergine Maria del monte Carmelo                                                                                          | Ambrosiano                                                     | Elettrico (solo motori)                                            | Do4↑                                    |
| Turbigo                                                     | MI        | Chiesa sussidiaria dei Santi Cosma e Damiano martiri                                                                                           | Ambrosiano                                                     | Elettrico (solo motori)                                            | Si3                                     |
| Valbrona, frazione Visino                                   | CO        | Chiesa sussidiaria anticamente parrocchiale di San Michele arcangelo                                                                           | Ambrosiano                                                     | Manuale                                                            | Do4                                     |
| Valmadrera                                                  | LC        | Santuario della Beata Vergine Maria del Latte                                                                                                  | Ambrosiano                                                     | Manuale e tastiera                                                 | Sib3                                    |
| Valmadrera                                                  | LC        | Chiesa sussidiaria di San Rocco pellegrino | Ambrosiano                                                     | Manuale                                                            | Do4                                     |
| Valvarrone, frazione Introzzo                               | LC        | Chiesa sussidiaria di Sant'Antonio abate | Ambrosiano                                                     | Manuale e cordette                                                 | La3↑                                    |
| Valvarrone, frazione Tremenico, località Avano              | LC        | Chiesa sussidiaria della Beata Vergine Maria Assunta                                                                                           | Ambrosiano                                                     | Manuale e cordette                                                 | Do4                                     |
| Valvarrone, frazione Vestreno                               | LC        | Chiesa sussidiaria di San Giacomo apostolo | Ambrosiano                                                     | Manuale e cordette                                                 | Reb4 frigio                             |
| Varenna, frazione Fiumelatte                                | LC        | Chiesa sussidiaria della Beata Vergine Maria Annunciata                                                                                        | Ambrosiano                                                     | Manuale e cordette                                                 | Do4                                     |
| Vedano Olona                                                | VA        | Chiesa sussidiaria di San Rocco pellegrino | 2 campane minori slancio e campana maggiore ambrosiano         | 2 campane minori manuale e campana maggiore elettrico              | Reb5 frigio                             |
| Vergiate                                                    | VA        | Chiesa sussidiaria della Beata Vergine Maria Assunta                                                                                           | Ambrosiano                                                     | Manuale e tastiera                                                 | Mib4                                    |
| Vergiate, frazione Cuirone                                  | VA        | Chiesa parrocchiale di San Materno vescovo | Ambrosiano                                                     | Manuale                                                            | Sol4↑, Fa#4↑ e Mi4                      |
| Vernate, frazione Pasturago                                 | MI        | Chiesa parrocchiale dei Santi Cosma e Damiano martiri                                                                                          | Ambrosiano                                                     | Elettrico                                                          | Sib3                                    |
| Villasanta, rione Sant'Alessandro                           | MB        | Chiesa sussidiaria della Beata Vergine Maria Assunta e Sant'Alessandro martire                                                                 | Ambrosiano                                                     | Elettrico (solo motori)                                            | Mi5, Re#5 e Si4                         |
| Vizzola Ticino, frazione Castelnovate                       | VA        | Chiesa parrocchiale di Santo Stefano diacono e primo martire                                                                                   | Ambrosiano                                                     | Elettrico (solo motori)                                            | Si3                                     |
| Zibido San Giacomo                                          | MI        | Chiesa parrocchiale di San Giacomo apostolo | Ambrosiano                                                     | Elettrico (solo motori)                                            | Fa#3↑ frigio                            |
| Zibido San Giacomo, frazione Zibido                         | MI        | Chiesa sussidiaria anticamente parrocchiale della Beata Vergine Maria Assunta                                                                  | Ambrosiano                                                     | Elettrico (solo motori)                                            | Reb4↑                                   |

### Quattro campane
| Località                                        | Provincia | Edificio                                                                                              | Sistema                                                        | Azionamento                                 | Tonalità                                                |
| ----------------------------------------------- | --------- | --- | -------------------------------------------------------------- | ------------------------------------------- | ------------------------------------------------------- |
| Abbiategrasso                                   | MI        | Chiesa sussidiaria di San Bernardino da Siena sacerdote                                               | Campana minore slancio e 3 campane maggiori ambrosiano         | 3 campane maggiori elettrico e manuale      | 1 campana in Mi5 e 3 campane in Re4                     |
| Bollate                                         | MI        | Chiesa sussidiaria della Visitazione della Beata Vergine Maria a Sant'Elisabetta                      | Ambrosiano                                                     | Elettrico                                   | 3 campane in Mib4 e 1 campana in Re4                    |
| Bollate, frazione Ospiate                       | MI        | Chiesa sussidiaria anticamente parrocchiale della Beata Vergine Maria Assunta                         | Ambrosiano                                                     | Elettrico (solo motori)                     | Mib4                                                    |
| Cernusco sul Naviglio                           | MI        | Santuario della Beata Vergine Maria Addolorata                                                        | Ambrosiano                                                     | Manuale e tastiera                          | Do4                                                     |
| Cuggiono                                        | MI        | Chiesa sussidiaria di San Rocco pellegrino                                                            | Ambrosiano                                                     | Manuale e cordette                          | Fa#3↑                                                   |
| Fagnano Olona                                   | VA        | Santuario della Beata Vergine Maria della Selva                                                       | Ambrosiano                                                     | Elettrico                                   | Sib3 lidio                                              |
| Gaggiano, frazione Barate                       | MI        | Chiesa sussidiaria di Sant'Andrea apostolo                                                            | Ambrosiano                                                     | Manuale                                     | Sol3                                                    |
| Garbagnate Milanese, frazione Santa Maria Rossa | MI        | Chiesa sussidiaria anticamente parrocchiale della Beata Vergine Maria Nascente                        | 3 campane maggiori ambrosiano e campana minore mezzoambrosiano | Elettrico (la campana minore solo battente) | 3 campane in Lab3↑ e 1 campana in Si4                   |
| Gorla Minore, frazione Prospiano                | VA        | Santuario della Beata Vergine Maria dell'Albero                                                       | Ambrosiano                                                     | Elettrico (solo motori) e manuale           | Mi4                                                     |
| Lecco, rione Chiuso                             | LC        | Chiesa sussidiaria di San Giovanni Battista                                                           | Ambrosiano                                                     | Manuale                                     | Mib4                                                    |
| Lecco, rione Rancio, località Rancio Alto       | LC        | Santuario della Beata Vergine Maria Gloriosa                                                          | Ambrosiano                                                     | Manuale                                     | 1 campana in Re4 e 3 campane in Sol3                    |
| Milano, rione San Cristoforo al Naviglio        | MI        | Chiesa prepositurale di San Cristoforo martire                                                        | Ambrosiano                                                     | Elettrico                                   | La3                                                     |
| Milano, rione Zona Magenta                      | MI        | Insigne basilica santuario collegiata capitolare romana minore della Beata Vergine Maria delle Grazie | Ambrosiano                                                     | Elettrico (solo motori)                     | Mi3                                                     |
| Oliveto Lario, frazione Onno                    | LC        | Chiesa parrocchiale di San Pietro da Verona sacerdote e martire                                       | Ambrosiano                                                     | Elettrico                                   | Sib3                                                    |
| Ossona                                          | MI        | Chiesa sussidiaria di San Bartolomeo apostolo                                                         | Ambrosiano                                                     | Manuale e cordette                          | Mi4                                                     |
| Ossona, frazione Asmonte                        | MI        | Chiesa sussidiaria della Visitazione della Beata Vergine Maria a Sant'Elisabetta                      | Ambrosiano                                                     | Manuale e cordette                          | 2 campane in Lab4, 1 campana in Sol4 e 1 campana in Mi4 |
| Pasturo, frazione Baiedo                        | LC        | Chiesa sussidiaria di San Pietro da Verona sacerdote e martire                                        | Ambrosiano                                                     | Manuale                                     | 1 campana in Si4 e 3 campane in La3                     |
| Pieve Emanuele                                  | MI        | Chiesa parrocchiale della Beata Vergine Maria Immacolata                                              | Campana minore fisso e 3 campane maggiori slancio              | Elettrico                                   | 1 campana in Si4 e 3 campane in Lab3                    |
| Rozzano, frazione Cassino Scanasio              | MI        | Chiesa parrocchiale di San Biagio vescovo e martire                                                   | Ambrosiano                                                     | Elettrico (solo motori) e manuale           | 1 campana in Fa4 e 3 campane in sib3                    |
| Siziano, frazione Campomorto                    | PV        | Chiesa sussidiaria della Beata Vergine Maria Assunta                                                  | Ambrosiano                                                     | Manuale                                     | Mi3                                                     |
| Somma Lombardo                                  | VA        | Chiesa sussidiaria di San Bernardino da Siena sacerdote                                               | Ambrosiano                                                     | Manuale                                     | Lab3                                                    |
| Somma Lombardo, rione Mezzana Superiore         | VA        | Santuario della Beata Vergine Maria della Ghianda                                                     | Ambrosiano                                                     | Manuale                                     | Fa4, Mib4, La3 e Sol3                                   |
| Tradate, frazione Abbiate Guazzone              | VA        | Santuario della Beata Vergine Maria delle Vigne                                                       | Ambrosiano                                                     | Manuale                                     | Reb4                                                    |

### Cinque campane
| Località                                           | Provincia | Edificio | Sistema                                              | Azionamento                                         | Tonalità                             |
| -------------------------------------------------- | --------- | --- | ---------------------------------------------------- | --------------------------------------------------- | ------------------------------------ |
| Abbiategrasso, frazione Castelletto Mendosio       | MI        | Chiesa parrocchiale di Sant'Antonio abate                                                                                   | Ambrosiano                                           | Elettrico                                           | Lab3                                 |
| Agrate Brianza, frazione Omate                     | MB        | Chiesa parrocchiale di San Zenone vescovo e martire                                                                         | Ambrosiano                                           | Elettrico                                           | Si2                                  |
| Airuno                                             | LC        | Chiesa parrocchiale dei Santi Cosma e Damiano martiri                                                                       | Ambrosiano                                           | Elettrico                                           | Fa3↓                                 |
| Albiate                                            | MB        | Chiesa parrocchiale di San Giovanni apostolo ed evangelista                                                                 | Ambrosiano                                           | Elettrico                                           | Do3                                  |
| Albizzate, frazione Valdarno                       | VA        | Santuario della Beata Vergine Maria Purificata                                                                              | Campana minore fisso e 4 campane maggiori ambrosiano | Elettrico                                           | Reb4                                 |
| Arcisate                                           | VA        | Insigne basilica prepositurale collegiata capitolare romana minore di San Vittore martire                                   | Ambrosiano                                           | Elettrico                                           | Sib2↑                                |
| Arcore, frazione Bernate                           | MB        | Chiesa parrocchiale della Beata Vergine Maria Nascente                                                                      | Ambrosiano                                           | Elettrico                                           | Si2↑                                 |
| Arese                                              | MI        | Chiesa parrocchiale dei Santi Pietro e Paolo apostoli                                                                       | Ambrosiano                                           | Elettrico                                           | Do3                                  |
| Assago                                             | MI        | Chiesa sussidiaria anticamente parrocchiale di San Desiderio vescovo e martire                                              | Ambrosiano                                           | Elettrico                                           | Sol3↓                                |
| Azzate                                             | VA        | Chiesa prepositurale della Beata Vergine Maria Nascente                                                                     | Ambrosiano                                           | Elettrico                                           | Si2↓                                 |
| Bardello con Malgesso e Bregano, frazione Malgesso | VA        | Chiesa parrocchiale di San Michele arcangelo                                                                                | Ambrosiano                                           | Elettrico                                           | Re3                                  |
| Bareggio, frazione San Martino                     | MI        | Chiesa parrocchiale della Beata Vergine Maria Pellegrina                                                                    | Ambrosiano                                           | Elettrico                                           | La3                                  |
| Barlassina                                         | MB        | Chiesa parrocchiale di San Giulio sacerdote                                                                                 | Ambrosiano                                           | Elettrico                                           | Si2                                  |
| Barzago, frazione Bevera                           | LC        | Santuario parrocchiale della Beata Vergine Maria Nascente                                                                   | Ambrosiano                                           | Elettrico                                           | La3                                  |
| Barzanò                                            | LC        | Chiesa parrocchiale di San Vito martire                                                                                     | Ambrosiano                                           | Elettrico                                           | Re3                                  |
| Basiano                                            | MI        | Chiesa parrocchiale di San Gregorio Magno papa e dottore della Chiesa                                                       | Ambrosiano                                           | Elettrico                                           | Reb3↓                                |
| Basiglio                                           | MI        | Chiesa parrocchiale di Sant'Agata vergine e martire                                                                         | Ambrosiano                                           | Elettrico                                           | Mi3                                  |
| Bellinzago Lombardo                                | MI        | Chiesa parrocchiale di San Michele arcangelo                                                                                | Ambrosiano                                           | Elettrico e manuale                                 | Fa#3                                 |
| Bernareggio, frazione Villanova                    | MB        | Chiesa parrocchiale della Beata Vergine Maria Immacolata e San Bartolomeo apostolo                                          | Ambrosiano                                           | Elettrico e manuale                                 | Re3                                  |
| Bernate Ticino, frazione Casate                    | MI        | Chiesa parrocchiale della Beata Vergine Maria Immacolata                                                                    | Ambrosiano                                           | Elettrico                                           | Fa#3↓                                |
| Besana in Brianza                                  | MB        | Insigne basilica prepositurale collegiata romana minore dei Santi Pietro e Marcellino sacerdoti ed Erasmo vescovo e martiri | Ambrosiano                                           | Elettrico                                           | Si2                                  |
| Besana in Brianza, frazione Montesiro              | MB        | Chiesa parrocchiale di San Siro vescovo                                                                                     | Ambrosiano                                           | Elettrico                                           | Si2↑                                 |
| Besana in Brianza, frazione Villa Raverio          | MB        | Chiesa parrocchiale dei Santi Eusebio di Vercelli vescovo e martiri maccabei                                                | Ambrosiano                                           | Elettrico                                           | Do3↑                                 |
| Besano                                             | VA        | Chiesa parrocchiale di San Martino di Tours vescovo                                                                         | Ambrosiano                                           | Elettrico                                           | Reb3↑                                |
| Besozzo, frazione Cardana                          | VA        | Chiesa parrocchiale di San Martino di Tours vescovo                                                                         | Ambrosiano                                           | Elettrico                                           | Solb3                                |
| Biassono                                           | MB        | Chiesa parrocchiale di San Martino di Tours vescovo                                                                         | Ambrosiano                                           | Elettrico (IV campana anche manuale)                | Si2                                  |
| Biassono, frazione San Giorgio al Lambro           | MB        | Chiesa parrocchiale di San Giorgio martire                                                                                  | Ambrosiano                                           | Elettrico                                           | Si3                                  |
| Bisuschio                                          | VA        | Chiesa parrocchiale di San Giorgio martire                                                                                  | Ambrosiano                                           | Elettrico                                           | Do3↑                                 |
| Boffalora sopra Ticino                             | MI        | Chiesa parrocchiale della Beata Vergine Maria della Neve                                                                    | Ambrosiano                                           | Elettrico                                           | Reb3                                 |
| Bollate, frazione Cascina del Sole                 | MI        | Chiesa parrocchiale di Sant'Antonio da Padova sacerdote e dottore della Chiesa                                              | Ambrosiano                                           | Elettrico                                           | Sol3                                 |
| Bosisio Parini, frazione Garbagnate Rota           | LC        | Chiesa parrocchiale di San Giuseppe sposo della Beata Vergine Maria                                                         | Ambrosiano                                           | Elettrico                                           | Mib3                                 |
| Bovisio Masciago                                   | MB        | Chiesa parrocchiale di San Pancrazio martire                                                                                | Ambrosiano                                           | Elettrico                                           | Do3↓                                 |
| Bovisio Masciago                                   | MB        | Chiesa sussidiaria di San Martino di Tours vescovo                                                                          | Ambrosiano                                           | Elettrico                                           | Si3                                  |
| Bresso                                             | MI        | Chiesa prepositurale dei Santi Nazaro e Celso martiri                                                                       | Ambrosiano                                           | Elettrico, manuale e tastiera                       | Do3↓                                 |
| Brezzo di Bedero                                   | VA        | Chiesa parrocchiale collegiata anticamente prepositurale plebana di San Vittore martire                                     | Ambrosiano                                           | Elettrico (solo battenti) e tastiera                | Reb3↑                                |
| Brivio, frazione Beverate                          | LC        | Chiesa sussidiaria anticamente parrocchiale della Beata Vergine Maria di Lourdes                                            | Ambrosiano                                           | Elettrico                                           | Si3                                  |
| Brusimpiano                                        | VA        | Chiesa parrocchiale della Beata Vergine Maria Nascente                                                                      | Ambrosiano                                           | Elettrico                                           | Fa3                                  |
| Bubbiano                                           | MI        | Chiesa parrocchiale di Sant'Ambrogio vescovo e dottore della Chiesa                                                         | Ambrosiano                                           | Elettrico                                           | Re3                                  |
| Buccinasco, rione Romano Banco                     | MI        | Chiesa sussidiaria anticamente parrocchiale dei Santi Gervaso e Protaso martiri                                             | Ambrosiano                                           | Elettrico e manuale                                 | Mi3                                  |
| Bulgarograsso                                      | CO        | Chiesa parrocchiale di Sant'Agata vergine e martire                                                                         | Ambrosiano                                           | Elettrico                                           | Reb3                                 |
| Burago di Molgora                                  | MB        | Chiesa parrocchiale dei Santi Vito e Modesto martiri                                                                        | Ambrosiano                                           | Elettrico                                           | Reb3                                 |
| Buscate                                            | MI        | Chiesa parrocchiale di San Mauro abate                                                                                      | Ambrosiano                                           | Elettrico                                           | La2↓                                 |
| Bussero                                            | MI        | Chiesa parrocchiale dei Santi Nazaro e Celso martiri                                                                        | Ambrosiano                                           | Elettrico                                           | Reb3                                 |
| Busto Arsizio, rione San Giuseppe                  | VA        | Chiesa parrocchiale di San Giuseppe sposo della Beata Vergine Maria                                                         | Ambrosiano                                           | Elettrico                                           | Reb4                                 |
| Caglio                                             | CO        | Chiesa parrocchiale dei Santi Gervaso e Protaso martiri                                                                     | Ambrosiano                                           | Elettrico (V campana anche manuale)                 | Re3                                  |
| Cairate                                            | VA        | Chiesa parrocchiale della Beata Vergine Maria del Rosario e Santi Ambrogio dottore della Chiesa e Martino di Tours vescovi  | Ambrosiano                                           | Elettrico                                           | Sib2↑                                |
| Calco                                              | LC        | Chiesa parrocchiale di San Vigilio vescovo e martire                                                                        | Ambrosiano                                           | Elettrico                                           | Do3                                  |
| Calvignasco, frazione Bettola                      | MI        | Chiesa parrocchiale della Beata Vergine Maria di Tutti i Santi                                                              | Ambrosiano                                           | Elettrico                                           | Mi4                                  |
| Cambiago                                           | MI        | Chiesa parrocchiale di san Zenone vescovo e martire                                                                         | Ambrosiano                                           | Elettrico e manuale                                 | Do3↓                                 |
| Cantù                                              | CO        | Chiesa parrocchiale di San Teodoro martire                                                                                  | Ambrosiano                                           | Elettrico                                           | Si2↑                                 |
| Cantù                                              | CO        | Santuario della Beata Vergine Maria dei Miracoli                                                                            | Ambrosiano                                           | Elettrico                                           | Fa3                                  |
| Cantù, rione Mirabello                             | CO        | Chiesa parrocchiale dei Santi martiri Greci                                                                                 | Ambrosiano                                           | Elettrico                                           | Do3                                  |
| Canzo                                              | CO        | Insigne basilica prepositurale plebana romana minore di Santo Stefano diacono e primo martire                               | Ambrosiano                                           | Elettrico                                           | Reb3                                 |
| Caponago                                           | MB        | Chiesa parrocchiale di Santa Giuliana vergine e martire                                                                     | Ambrosiano                                           | Elettrico                                           | Si2                                  |
| Carate Brianza, frazione Agliate                   | MB        | Insigne basilica collegiata romana minore dei Santi Pietro e Paolo apostoli                                                 | Ambrosiano                                           | Elettrico e manuale                                 | Fa3                                  |
| Carate Brianza, frazione Costa Lambro              | MB        | Chiesa parrocchia di San Martino di Tours vescovo                                                                           | Ambrosiano                                           | Elettrico                                           | Mib3                                 |
| Cardano al Campo, rione Cuoricino                  | VA        | Chiesa parrocchiale della Beata Vergine Maria Nascente                                                                      | Ambrosiano                                           | Elettrico                                           | Re3                                  |
| Carimate                                           | CO        | Chiesa della Beata Vergine Maria Immacolata e San Giorgio martire                                                           | Ambrosiano                                           | Elettrico                                           | Do3                                  |
| Carnago, frazione Rovate                           | VA        | Chiesa parrocchia di San Bartolomeo apostolo                                                                                | Ambrosiano                                           | Elettrico                                           | Sol3                                 |
| Carnate                                            | MB        | Chiesa parrocchiale dei Santi Cornelio papa e Cipriano vescovo martiri                                                      | Ambrosiano                                           | Elettrico                                           | Mib3                                 |
| Caronno Pertusella                                 | VA        | Chiesa parrocchiale di Santa Margherita vergine e martire                                                                   | Ambrosiano                                           | Elettrico                                           | Sib2                                 |
| Caronno Varesino                                   | VA        | Chiesa parrocchiale di San Vincenzo diacono e martire                                                                       | Ambrosiano                                           | Elettrico                                           | Si2                                  |
| Carugate                                           | MI        | Chiesa arcipretale di Sant'Andrea apostolo                                                                                  | Ambrosiano                                           | Elettrico                                           | Sib2↑                                |
| Casargo                                            | LC        | Chiesa parrocchiale di San Bernardino da Siena sacerdote                                                                    | Ambrosiano                                           | Elettrico e tastiera                                | Re3                                  |
| Casatenovo, frazione Rogoredo                      | LC        | Chiesa parrocchiale di San Gaetano sacerdote                                                                                | Ambrosiano                                           | Elettrico                                           | Mi3                                  |
| Casorate Sempione                                  | VA        | Chiesa parrocchiale della Beata Vergine Maria Assunta e Sant'Ilario vescovo e dottore della Chiesa                          | Ambrosiano                                           | Elettrico                                           | Re3↓                                 |
| Cassago Brianza                                    | LC        | Chiesa parrocchiale dei Santi Giacomo apostolo e Brigida religiosa                                                          | Ambrosiano                                           | Elettrico                                           | Reb3                                 |
| Cassano d'Adda, frazione Groppello d'Adda          | MI        | Chiesa parrocchiale di San Bartolomeo apostolo                                                                              | Ambrosiano                                           | Elettrico                                           | Mi3                                  |
| Cassina de' Pecchi, frazione Camporicco            | MI        | Chiesa parrocchiale della Beata Vergine Maria Nascente                                                                      | Ambrosiano                                           | Elettrico                                           | Sol3                                 |
| Cassina de' Pecchi, frazione Sant'Agata Martesana  | MI        | Chiesa parrocchiale di Sant'Agata vergine e martire                                                                         | Ambrosiano                                           | Elettrico                                           | Fa3                                  |
| Cassinetta di Lugagnano                            | MI        | Chiesa parrocchiale della Beata Vergine Maria Nascente e Sant'Antonio abate                                                 | Ambrosiano                                           | Elettrico                                           | Fa#3                                 |
| Castano Primo                                      | MI        | Chiesa prepositurale di San Zenone vescovo e martire                                                                        | Ambrosiano                                           | Elettrico                                           | Reb3                                 |
| Castel Rozzone                                     | BG        | Chiesa parrocchiale di San Bernardo abate e dottore della Chiesa                                                            | Ambrosiano                                           | Elettrico e manuale                                 | Mib3                                 |
| Castellanza, frazione Castegnate                   | VA        | Chiesa parrocchiale di San Bernardo abate e dottore della Chiesa                                                            | Ambrosiano                                           | Elettrico                                           | Mib3↓                                |
| Castelseprio                                       | VA        | Chiesa parrocchiale dei Santi Nazaro e Celso martiri                                                                        | Ambrosiano                                           | Elettrico                                           | Re3                                  |
| Castelveccana, frazione Nasca                      | VA        | Chiesa parrocchiale della Beata Vergine Maria Immacolata                                                                    | Ambrosiano                                           | Elettrico e manuale                                 | Lab3                                 |
| Castiglione Olona                                  | VA        | Chiesa collegiata dei Santi Stefano e Lorenzo diaconi e martiri                                                             | Ambrosiano                                           | Elettrico                                           | Mib3 minore                          |
| Castiglione Olona, frazione Gornate Superiore      | VA        | Chiesa parrocchiale di Santa Caterina d'Alessandria vergine e martire                                                       | Ambrosiano                                           | Elettrico e manuale                                 | Sol3                                 |
| Castronno                                          | VA        | Chiesa parrocchiale dei Santi Nazaro e Celso martiri                                                                        | Ambrosiano                                           | Elettrico                                           | Fa3                                  |
| Cavargna                                           | CO        | Chiesa parrocchiale di San Lorenzo diacono e martire                                                                        | Ambrosiano                                           | Elettrico                                           | Re3                                  |
| Cavaria con Premezzo                               | VA        | Chiesa parrocchiale dei Santi Quirico e Giulitta martiri                                                                    | Ambrosiano                                           | Elettrico                                           | Mib3↓                                |
| Cazzago Brabbia                                    | VA        | Chiesa parrocchiale di San Carlo Borromeo vescovo                                                                           | Ambrosiano                                           | Elettrico                                           | Do3                                  |
| Ceriano Laghetto                                   | MB        | Chiesa parrocchiale di San Vittore martire                                                                                  | Ambrosiano                                           | Elettrico, manuale e tastiera                       | Do3                                  |
| Cerro Maggiore                                     | MI        | Santuario della Beata Vergine Maria Immacolata della Borretta                                                               | Ambrosiano                                           | Manuale                                             | Sib3                                 |
| Cerro Maggiore, frazione Cantalupo                 | MI        | Chiesa parrocchiale di San Bartolomeo apostolo                                                                              | Ambrosiano                                           | Elettrico                                           | Mi3                                  |
| Cesano Boscone                                     | MI        | Chiesa della Sacra Famiglia                                                                                                 | Ambrosiano                                           | elettrico, manuale                                  | la♭3                                 |
| Cesano Boscone                                     | MI        | Prepositurale di San Giovanni Battista                                                                                      | Ambrosiano                                           | elettrico, manuale                                  | re3                                  |
| Cesano Maderno (Binzago)                           | MB        | Chiesa della Beata Vergine Immacolata                                                                                       | Ambrosiano                                           | elettrico                                           | do3                                  |
| Cesate                                             | MI        | Chiesa dei Santi Alessandro e Martino                                                                                       | Ambrosiano                                           | elettrico                                           | re♭3                                 |
| Cinisello Balsamo                                  | MI        | Chiesa di San Giuseppe | Ambrosiano                                           | elettrico                                           | re♭4                                 |
| Cinisello Balsamo                                  | MI        | Chiesa di Sant'Ambrogio | Ambrosiano                                           | elettrico                                           | si2                                  |
| Cinisello Balsamo (Balsamo)                        | MI        | Santuario di San Martino | Ambrosiano                                           | elettrico                                           | do3                                  |
| Cislago (Massina)                                  | VA        | Chiesa di San Giulio alla Massina                                                                                           | Ambrosiano                                           | elettrico                                           | si3                                  |
| Cisliano                                           | MI        | Chiesa di San Giovanni Battista                                                                                             | Ambrosiano                                           | elettrico, manuale                                  | fa3                                  |
| Cisliano (Bestazzo)                                | MI        | Chiesa di Santa Maria Assunta                                                                                               | Ambrosiano                                           | elettrico                                           | mi3                                  |
| Claino (Claino con Osteno)                         | CO        | Chiesa di San Vincenzo Martire                                                                                              | Ambrosiano                                           | Manuale                                             | reb3                                 |
| Cocquio Trevisago (Carnisio)                       | VA        | Chiesa della Beata Vergine Assunta                                                                                          | Ambrosiano                                           | elettrico                                           | do3                                  |
| Cogliate                                           | MB        | Chiesa di San Giuseppe | Ambrosiano                                           | elettrico                                           | si♭2                                 |
| Colle Brianza (Giovenzana)                         | LC        | Chiesa di San Donnino | Ambrosiano                                           | elettrico                                           | fa♯3                                 |
| Colle Brianza (Nava)                               | LC        | Chiesa di San Michele arcangelo                                                                                             | Ambrosiano                                           | elettrico                                           | si2                                  |
| Cologno Monzese                                    | MI        | Chiesa dei Santi Marco e Gregorio                                                                                           | Ambrosiano                                           | elettrico, manuale                                  | mi♭3                                 |
| Corbetta                                           | MI        | Santuario della Beata Vergine dei Miracoli in San Nicolao                                                                   | Ambrosiano                                           | elettrico                                           | mi3                                  |
| Corbetta (Cerello con Battuello)                   | MI        | Chiesa di San Vincenzo martire                                                                                              | Ambrosiano                                           | elettrico                                           | la3                                  |
| Cormano                                            | MI        | Chiesa del Santissimo Salvatore                                                                                             | Ambrosiano                                           | elettrico                                           | la♭3↓                                |
| Cornaredo                                          | MI        | Chiesa dei Santi Giacomo e Filippo                                                                                          | Ambrosiano                                           | elettrico                                           | si2                                  |
| Cornaredo (San Pietro all'Olmo)                    | MI        | Chiesa di San Pietro | Ambrosiano                                           | elettrico                                           | re3                                  |
| Cornate d'Adda (Colnago)                           | MB        | Chiesa di Sant'Alessandro martire                                                                                           | Ambrosiano                                           | elettrico                                           | si2                                  |
| Cornate d'Adda (Porto d'Adda)                      | MB        | Chiesa di San Giuseppe | Ambrosiano                                           | elettrico                                           | la♭3                                 |
| Correzzana                                         | MB        | Chiesa di San Desiderio | Ambrosiano                                           | elettrico                                           | sol3                                 |
| Corsico                                            | MI        | Chiesa dei Santi Pietro e Paolo                                                                                             | Ambrosiano                                           | elettrico                                           | do3                                  |
| Cortenova                                          | LC        | Chiesa dei Santi Gervaso e Protaso                                                                                          | Ambrosiano                                           | elettrico                                           | do3                                  |
| Cremella                                           | LC        | Chiesa dei Santi Sisinio, Martirio e Alessandro                                                                             | Ambrosiano                                           | elettrico                                           | mi♭3                                 |
| Cremeno                                            | LC        | Chiesa di San Giorgio martire                                                                                               | Ambrosiano                                           | elettrico                                           | re♭3                                 |
| Cremeno (Maggio)                                   | LC        | Chiesa della Natività della Beata Vergine Maria                                                                             | Ambrosiano                                           | elettrico                                           | mi3                                  |
| Corrido                                            | CO        | Chiesa dei Santi Materno e Martino                                                                                          | Ambrosiano                                           | elettrico                                           | do3                                  |
| Cuasso al Monte (Cavagnano)                        | VA        | Chiesa dei Santi Giuseppe e Anna                                                                                            | Ambrosiano                                           | elettrico                                           | sol3                                 |
| Cuasso al Monte (Cuasso al Piano)                  | VA        | Chiesa di Sant'Antonio abate                                                                                                | Ambrosiano                                           | elettrico                                           | mi♭3                                 |
| Curiglia con Monteviasco                           | VA        | Chiesa di San Vittore | Ambrosiano                                           | elettrico, manuale                                  | fa♯3                                 |
| Cusago                                             | MI        | Chiesa dei Santi Fermo e Rustico                                                                                            | Ambrosiano                                           | elettrico                                           | mi♭3↑                                |
| Cusago (Monzoro)                                   | MI        | Chiesa di Santa Maria Nascente e San Francesco                                                                              | Ambrosiano                                           | elettrico                                           | sol3                                 |
| Cusano Milanino                                    | MI        | Chiesa di San Martino e l'Immacolata                                                                                        | Ambrosiano                                           | elettrico                                           | si♭2↑                                |
| Dairago                                            | MI        | Santuario della Madonna in Campagna                                                                                         | Ambrosiano                                           | manuale, elettrico                                  | la3                                  |
| Dervio                                             | LC        | Prepositurale dei Santi Pietro e Paolo                                                                                      | Ambrosiano                                           | elettrico                                           | re3                                  |
| Dervio (Corenno Plinio)                            | LC        | Chiesa di San Tommaso di Canterbury                                                                                         | Ambrosiano                                           | elettrico                                           | mib3                                 |
| Desio                                              | MB        | Chiesa di San Pio X | Ambrosiano                                           | elettrico                                           | do4                                  |
| Desio                                              | MB        | Santuario del Santissimo Crocifisso                                                                                         | Ambrosiano                                           | manuale, tastiera                                   | la♭3                                 |
| Ello                                               | LC        | Chiesa di Sant'Antonio abate                                                                                                | Ambrosiano                                           | elettrico                                           | mi3↓                                 |
| Erba (Incino)                                      | CO        | Chiesa di Sant'Eufemia | Ambrosiano                                           | elettrico, manuale, tastiera                        | fa♯3↑                                |
| Eupilio (Corneno)                                  | CO        | Chiesa di San Giorgio | Ambrosiano                                           | elettrico, manuale                                  | re♭3↓                                |
| Fagnano Olona (Bergoro)                            | VA        | Chiesa di San Giovanni Battista                                                                                             | Ambrosiano                                           | elettrico, manuale, tastiera                        | Fab3                                 |
| Ferno                                              | VA        | Chiesa dei Santi Martino e Antonio abate                                                                                    | Ambrosiano                                           | elettrico, manuale, tastiera                        | re♭3↑                                |
| Figino Serenza                                     | CO        | Chiesa di San Michele | Ambrosiano                                           | elettrico, manuale                                  | Dob3                                 |
| Figino Serenza                                     | CO        | Santuario della Madonna di San Materno                                                                                      | Ambrosiano                                           | elettrico, manuale, tastiera                        | re♭4                                 |
| Gaggiano (Vigano Certosino)                        | MI        | Chiesa dei Santi Eugenio e Maria                                                                                            | Ambrosiano                                           | elettrico, manuale, tastiera                        | fa♯3                                 |
| Galbiate (Sala al Barro)                           | LC        | Chiesa di Santa Maria Assunta                                                                                               | Ambrosiano                                           | elettrico                                           | mi♭3                                 |
| Garbagnate Milanese                                | MI        | Santuario della Madonna del Rosario                                                                                         | Ambrosiano                                           | elettrico                                           | la♭3                                 |
| Garbagnate Monastero (Brongio)                     | LC        | Chiesa di San Bernardo | Ambrosiano                                           | elettrico, manuale                                  | re♭3                                 |
| Garlate                                            | LC        | Chiesa di Santo Stefano | Ambrosiano                                           | elettrico, manuale                                  | Dob3                                 |
| Gavirate (Oltrona al Lago)                         | VA        | Chiesa dei Santi Vitale e Agricola                                                                                          | Ambrosiano                                           | elettrico, manuale                                  | mi♭3                                 |
| Gazzada Schianno (Gazzada)                         | VA        | Chiesa di Santa Croce | Ambrosiano                                           | elettrico, manuale                                  | re♭3                                 |
| Gazzada Schianno (Schianno)                        | VA        | Chiesa di San Giorgio martire                                                                                               | Ambrosiano                                           | elettrico                                           | mi3                                  |
| Gerenzano                                          | VA        | Prepositurale dei Santi apostoli Pietro e Paolo                                                                             | Ambrosiano                                           | elettrico, manuale                                  | re3                                  |
| Germignaga                                         | VA        | Chiesa di San Giovanni Battista                                                                                             | Ambrosiano                                           | elettrico                                           | mi3                                  |
| Gessate                                            | MI        | Chiesa dei Santi Pietro e Paolo                                                                                             | Ambrosiano                                           | elettrico                                           | si2↑                                 |
| Giussano (Robbiano)                                | MB        | Chiesa dei Santi Quirico e Giulitta                                                                                         | Ambrosiano                                           | elettrico                                           | re3↑                                 |
| Gornate Olona                                      | VA        | Chiesa di San Vittore martire                                                                                               | Ambrosiano                                           | elettrico, manuale                                  | fa3                                  |
| Gudo Visconti                                      | MI        | Chiesa dei Santi Quirico e Giulitta                                                                                         | Ambrosiano                                           | elettrico, manuale                                  | fa♯3↑                                |
| Imbersago                                          | LC        | Chiesa di San Marcellino | Ambrosiano                                           | elettrico, manuale                                  | mi3                                  |
| Introbio                                           | LC        | Chiesa di Sant'Antonio abate                                                                                                | Ambrosiano                                           | elettrico, manuale, tastiera                        | re♭3                                 |
| Introbio                                           | LC        | Chiesa di Santa Caterina | Ambrosiano                                           | elettrico, manuale                                  | mi♭4                                 |
| Inveruno (Furato)                                  | MI        | Chiesa di Santa Maria Nascente                                                                                              | Ambrosiano                                           | elettrico                                           | si♭3                                 |
| Ispra                                              | VA        | Chiesa di San Martino vescovo                                                                                               | Ambrosiano                                           | elettrico, manuale                                  | re3↓                                 |
| Jerago con Orago                                   | VA        | Chiesa di San Giorgio | Ambrosiano                                           | elettrico                                           | re3                                  |
| Lacchiarella                                       | MI        | Prepositurale di Santa Maria Assunta                                                                                        | Ambrosiano                                           | elettrico, manuale                                  | re3                                  |
| Lacchiarella (Mettone di Casirate Olona)           | MI        | Chiesa dei Santi Pietro e Paolo                                                                                             | Ambrosiano                                           | elettrico, manuale                                  | sol3                                 |
| Lambrugo                                           | CO        | Chiesa di San Carlo Borromeo                                                                                                | Ambrosiano                                           | elettrico, manuale                                  | re♭3                                 |
| Laveno Mombello                                    | VA        | Prepositurale dei Santi Filippo e Giacomo                                                                                   | Ambrosiano                                           | elettrico                                           | do3                                  |
| Laveno Mombello (Mombello Lagio Maggiore)          | VA        | Chiesa dell'Invenzione di Santo Stefano protomartire                                                                        | Ambrosiano                                           | elettrico                                           | mi♭3                                 |
| Lecco (Belledo)                                    | LC        | Chiesa dei Santi Sisinio, Martirio e Alessandro                                                                             | Ambrosiano                                           | elettrico, tastiera                                 | re4                                  |
| Lecco (Bonacina)                                   | LC        | Chiesa del Sacro Cuore | Ambrosiano                                           | elettrico, manuale                                  | mi♭3                                 |
| Lecco (Chiuso)                                     | LC        | Chiesa di Santa Maria Assunta                                                                                               | Ambrosiano                                           | elettrico                                           | sol3                                 |
| Lecco (Germanedo)                                  | LC        | Chiesa dei Santi Cipriano e Giustina                                                                                        | Ambrosiano                                           | elettrico                                           | mi♭3                                 |
| Lecco (Maggianico)                                 | LC        | Chiesa di Sant'Andrea | Ambrosiano                                           | elettrico                                           | re♭3                                 |
| Lecco (Malavedo)                                   | LC        | Chiesa di Sant'Antonio abate                                                                                                | Ambrosiano                                           | manuale                                             | la♭3                                 |
| Lecco (Pescarenico)                                | LC        | Chiesa dei Santi Materno e Lucia                                                                                            | Ambrosiano                                           | elettrico                                           | mi♭3                                 |
| Lecco (Rancio Inferiore)                           | LC        | Chiesa di Santa Maria Assunta                                                                                               | Ambrosiano                                           | elettrico, manuale                                  | re3                                  |
| Leggiuno                                           | VA        | Prepositurale di Santo Stefano                                                                                              | Ambrosiano                                           | elettrico                                           | re3                                  |
| Leggiuno (Arolo)                                   | VA        | Chiesa di San Carlo e San Pietro martire                                                                                    | Ambrosiano                                           | elettrico                                           | re3                                  |
| Legnano                                            | MI        | Chiesa di Sant'Ambrogio | Ambrosiano                                           | manuale                                             | fa3                                  |
| Lentate sul Seveso (Birago)                        | MB        | Chiesa di Sant'Anna | Ambrosiano                                           | elettrico                                           | re3                                  |
| Limbiate                                           | MB        | Chiesa di San Giorgio | Ambrosiano                                           | elettrico, manuale                                  | re♭3                                 |
| Limbiate (Pinzano)                                 | MB        | Chiesa dei Santi Cosma e Damiano                                                                                            | Ambrosiano                                           | elettrico, manuale, tastiera                        | fa♯3                                 |
| Limido Comasco                                     | CO        | Chiesa di Sant'Abbondio | Ambrosiano                                           | elettrico, manuale                                  | do3                                  |
| Liscate                                            | MB        | Arcipretale di San Giorgio martire                                                                                          | Ambrosiano                                           | elettrico                                           | mi♭3                                 |
| Lissone                                            | MB        | Chiesa della Madonna di Lourdes                                                                                             | Ambrosiano                                           | elettrico                                           | mi3↓                                 |
| Lissone (Bareggia)                                 | MB        | Chiesa dei Santi Giuseppe e Antonio Maria Zaccaria                                                                          | Ambrosiano                                           | elettrico                                           | la3                                  |
| Locate di Triulzi                                  | MI        | Chiesa di San Vittore | Ambrosiano                                           | elettrico                                           | do3                                  |
| Locate Varesino                                    | CO        | Chiesa dei Santi Quirico e Giulitta                                                                                         | Ambrosiano                                           | elettrico, manuale                                  | do3                                  |
| Lomagna                                            | LC        | Chiesa parrocchiale dei Santi Pietro e Paolo apostoli                                                                       | Ambrosiano                                           | Elettrico                                           | Re3                                  |
| Lozza                                              | VA        | Chiesa di Sant'Antonino martire                                                                                             | Ambrosiano                                           | elettrico                                           | fa3                                  |
| Luino (Voldomino)                                  | VA        | Chiesa di Santa Maria Assunta                                                                                               | Ambrosiano                                           | elettrico                                           | mi3                                  |
| Lurago d'Erba (Careggia)                           | CO        | Chiesa di Santo Stefano | Ambrosiano                                           | manuale, tastiera                                   | Mi                                   |
| Lurago Marinone                                    | CO        | Chiesa di San Giorgio martire                                                                                               | Ambrosiano                                           | elettrico                                           | re♭3                                 |
| Macherio                                           | MB        | Chiesa dei Santi Gervaso e Protaso                                                                                          | Ambrosiano                                           | elettrico                                           | si2                                  |
| Magenta                                            | MI        | Chiesa dei Santi Rocco e Sebastiano                                                                                         | Ambrosiano                                           | elettrico                                           | fa3                                  |
| Magenta                                            | MI        | Santuario della Beata Vergine Assunta                                                                                       | Ambrosiano                                           | elettrico                                           | la♭3                                 |
| Magenta (Pontenuovo)                               | MI        | Chiesa di San Giuseppe lavoratore                                                                                           | Ambrosiano                                           | elettrico                                           | la3                                  |
| Magenta (Pontevecchio)                             | MI        | Chiesa dei Santi Carlo e Luigi                                                                                              | Ambrosiano                                           | elettrico, tastiera                                 | si♭2                                 |
| Magenta (Pontevecchio)                             | MI        | Oratorio dell'Immacolata | Ambrosiano                                           | elettrico                                           | re♭4↓                                |
| Magnago (Bienate)                                  | MI        | Chiesa di San Bartolomeo | Ambrosiano                                           | elettrico                                           | si♭2                                 |
| Mariano Comense                                    | CO        | Chiesa della Madonna di San Rocco                                                                                           | Ambrosiano                                           | elettrico, manuale                                  | mi♭3↑                                |
| Mariano Comense                                    | CO        | Chiesa del Sacro Cuore | Ambrosiano                                           | elettrico                                           | re♭3                                 |
| Masate                                             | MI        | Chiesa di San Giovanni evangelista                                                                                          | Ambrosiano                                           | elettrico                                           | re♭3                                 |
| Melegnano                                          | MI        | Basilica della Natività di San Giovanni Battista                                                                            | Ambrosiano                                           | elettrico                                           | re♭2                                 |
| Melzo                                              | MI        | Chiesa del Beato Pier Giorgio Frassati                                                                                      | Ambrosiano                                           | elettrico, manuale                                  | sol♭↑                                |
| Melzo                                              | MI        | Prepositurale dei Santi Alessandro e Margherita                                                                             | Ambrosiano                                           | manuale                                             | fa3↓                                 |
| Merate                                             | LC        | Prepositurale di Sant'Ambrogio                                                                                              | Ambrosiano                                           | elettrico                                           | si♭2                                 |
| Merate (Brugarolo)                                 | LC        | Chiesa di San Francesco di Paola                                                                                            | Ambrosiano                                           | elettrico                                           | mi♭4                                 |
| Merate (Sartirana)                                 | LC        | Santuario della Visitazione di Maria Vergine                                                                                | Ambrosiano                                           | elettrico, manuale                                  | Fab3                                 |
| Mercallo                                           | VA        | Chiesa di San Giovanni evangelista                                                                                          | Ambrosiano                                           | elettrico, tastiera                                 | fa♯3                                 |
| Merone (Moiana)                                    | CO        | Chiesa dei Santi Giacomo e Filippo                                                                                          | Ambrosiano                                           | elettrico, tastiera                                 | si♭2                                 |
| Mesenzana                                          | VA        | Chiesa della Purificazione di Maria Vergine                                                                                 | Ambrosiano                                           | elettrico, manuale, tastiera                        | mi3                                  |
| Mezzago                                            | MB        | Chiesa di Santa Maria Assunta                                                                                               | Ambrosiano                                           | elettrico                                           | si♭2                                 |
| Milano                                             | MI        | Insigne basilica santuario collegiata capitolare romana minore della Beata Vergine Maria delle Grazie                       | Ambrosiano                                           | Elettrico (solo motori)                             | 1 campana in Mib4 e 4 campane in Mi3 |
| Milano                                             | MI        | Basilica dei Santi Apostoli e Nazaro Maggiore in Brolo                                                                      | Ambrosiano                                           | elettrico                                           | re3                                  |
| Milano                                             | MI        | Basilica del Corpus Domini                                                                                                  | Ambrosiano                                           | elettrico                                           | mi♭3                                 |
| Milano                                             | MI        | Basilica di San Babila | Ambrosiano                                           | elettrico                                           | re♭3                                 |
| Milano                                             | MI        | Basilica di San Calimero | Ambrosiano                                           | elettrico                                           | sol♭3                                |
| Milano                                             | MI        | Basilica di San Giorgio al Palazzo                                                                                          | Ambrosiano                                           | manuale                                             | la♭3                                 |
| Milano                                             | MI        | Basilica di San Lorenzo Maggiore                                                                                            | Ambrosiano                                           | elettrico, tastiera                                 | do♯3                                 |
| Milano                                             | MI        | Basilica di San Simpliciano                                                                                                 | Ambrosiano                                           | elettrico                                           | re♭3                                 |
| Milano                                             | MI        | Basilica di San Vincenzo in Prato                                                                                           | Ambrosiano                                           | elettrico, manuale, tastiera                        | mi♭3                                 |
| Milano                                             | MI        | Basilica di San Vittore al Corpo                                                                                            | Ambrosiano                                           | elettrico                                           | Mi3                                  |
| Milano                                             | MI        | Basilica di Santa Maria delle Grazie al Naviglio                                                                            | Ambrosiano                                           | elettrico                                           | re♭3                                 |
| Milano                                             | MI        | Basilica di Santa Maria presso San Satiro                                                                                   | Ambrosiano                                           | elettrico, manuale, tastiera                        | sol3                                 |
| Milano                                             | MI        | Basilica di Sant'Ambrogio (Campanile dei Canonici)                                                                          | Ambrosiano                                           | elettrico, manuale                                  | do3                                  |
| Milano                                             | MI        | Chiesa di Santa Maria Assunta                                                                                               | Ambrosiano                                           | elettrico                                           | re3                                  |
| Milano                                             | MI        | Chiesa di Santa Maria degli Angeli                                                                                          | Elettropercussione                                   | elettrico                                           | sol3                                 |
| Milano                                             | MI        | Prepositurale dei Santi Giacomo e Giovanni                                                                                  | Ambrosiano                                           | elettrico                                           | si3                                  |
| Milano                                             | MI        | Prepositurale del Sacro Cuore di Gesù alla Cagnola                                                                          | Ambrosiano                                           | elettrico, manuale                                  | fa3                                  |
| Milano                                             | MI        | Prepositurale del Santissimo Redentore                                                                                      | Ambrosiano                                           | elettrico                                           | re♭3                                 |
| Milano                                             | MI        | Prepositurale di Gesù, Maria e Giuseppe                                                                                     | Ambrosiano                                           | elettrico                                           | fa♯3                                 |
| Milano                                             | MI        | Prepositurale di San Bartolomeo                                                                                             | Ambrosiano                                           | elettrico                                           | fa#3                                 |
| Milano                                             | MI        | Prepositurale di San Francesco di Paola                                                                                     | Ambrosiano                                           | manuale                                             | mi♭3                                 |
| Milano                                             | MI        | Prepositurale di San Gioachimo martire                                                                                      | Ambrosiano                                           | elettrico                                           | mi♭3                                 |
| Milano                                             | MI        | Prepositurale di San Giovanni Battista alla Creta                                                                           | Ambrosiano                                           | elettrico                                           | mi3                                  |
| Milano                                             | MI        | Prepositurale di San Gregorio Magno                                                                                         | Ambrosiano                                           | elettrico                                           | re♭3                                 |
| Milano                                             | MI        | Prepositurale di San Marco                                                                                                  | Ambrosiano                                           | elettrico                                           | re3↑                                 |
| Milano                                             | MI        | Prepositurale di San Luigi Gonzaga                                                                                          | Ambrosiano                                           | elettrico                                           | do3                                  |
| Milano                                             | MI        | Prepositurale di San Pietro in Sala                                                                                         | Ambrosiano                                           | elettrico                                           | do3                                  |
| Milano                                             | MI        | Prepositurale di San Pio V                                                                                                  | Ambrosiano                                           | manuale                                             | mi♭3                                 |
| Milano                                             | MI        | Prepositurale di Sant'Alessandro                                                                                            | Ambrosiano                                           | elettrico                                           | mi♭3                                 |
| Milano                                             | MI        | Prepositurale di Sant'Andrea                                                                                                | Ambrosiano                                           | elettrico, tastiera                                 | re♭3                                 |
| Milano                                             | MI        | Prepositurale di Sant'Anna Matrona                                                                                          | Ambrosiano                                           | elettrico, tastiera                                 | sol♭3                                |
| Milano                                             | MI        | Prepositurale di Sant'Antonio da Padova                                                                                     | Ambrosiano                                           | elettrico                                           | do3                                  |
| Milano                                             | MI        | Prepositurale di Santa Bernardetta                                                                                          | Ambrosiano                                           | elettrico                                           | fa3                                  |
| Milano                                             | MI        | Prepositurale di Santa Francesca Romana                                                                                     | Ambrosiano                                           | elettrico                                           | do3                                  |
| Milano                                             | MI        | Prepositurale di Santa Giustina                                                                                             | Ambrosiano                                           | elettrico                                           | do3                                  |
| Milano                                             | MI        | Prepositurale di Santa Maria alla Porta                                                                                     | Ambrosiano                                           | elettrico                                           | fa3                                  |
| Milano                                             | MI        | Prepositurale di Santa Maria del Carmine                                                                                    | Ambrosiano                                           | elettrico                                           | mi♭3                                 |
| Milano                                             | MI        | Santuario di Santa Maria alla Fontana                                                                                       | Ambrosiano                                           | elettrico, manuale                                  | mi♭3                                 |
| Milano                                             | MI        | Santuario di Santa Maria dei Miracoli presso San Celso                                                                      | Ambrosiano                                           | elettrico                                           | do3                                  |
| Milano (Baggio)                                    | MI        | Chiesa di Sant'Apollinare                                                                                                   | Ambrosiano                                           | manuale, tastiera                                   | mi3                                  |
| Milano (Barona)                                    | MI        | Basilica dei Santi Nazaro e Celso alla Barona                                                                               | Ambrosiano                                           | manuale                                             | mi3                                  |
| Milano (Bruzzano)                                  | MI        | Prepositurale della Beata Vergine Assunta in Bruzzano                                                                       | Ambrosiano                                           | elettrico                                           | re♭3                                 |
| Milano (Chiaravalle Milanese)                      | MI        | Abbazia di Santa Maria e San Pietro                                                                                         | Ambrosiano                                           | manuale                                             | re3                                  |
| Milano (Figino)                                    | MI        | Prepositurale di San Materno                                                                                                | Ambrosiano                                           | elettrico                                           | re♭3                                 |
| Milano (Garegnano)                                 | MI        | Chiesa di Santa Maria | Ambrosiano                                           | elettrico                                           | fa2                                  |
| Milano (Garegnano)                                 | MI        | Abbazia di Santa Maria Assunta in Certosa                                                                                   | Ambrosiano                                           | elettrico                                           | re♭3                                 |
| Milano (Greco)                                     | MI        | Prepositurale di San Martino in Greco                                                                                       | Elettropercussione                                   | elettrico                                           | do3                                  |
| Milano (Lambrate)                                  | MI        | Abbazia di Santa Maria Bianca della Misericordia                                                                            | Ambrosiano                                           | elettrico                                           | sol3                                 |
| Milano (Monluè)                                    | MI        | Prepositurale di San Lorenzo in Monluè                                                                                      | Ambrosiano                                           | elettrico                                           | fa3                                  |
| Milano (Muggiano)                                  | MI        | Chiesa di Santa Marcellina in Muggiano                                                                                      | Ambrosiano                                           | manuale, tastiera                                   | sol♭3                                |
| Milano (Niguarda)                                  | MI        | Prepositurale di San Martino in Niguarda                                                                                    | Ambrosiano                                           | elettrico                                           | re♭3                                 |
| Milano (Pontelambro)                               | MI        | Prepositurale del Sacro Cuore in Pontelambro                                                                                | Ambrosiano                                           | elettrico, tastiera                                 | la3↑                                 |
| Milano (Precotto)                                  | MI        | Prepositurale di San Michele arcangelo in Precotto                                                                          | Ambrosiano                                           | elettrico                                           | mi♭3                                 |
| Milano (Quarto Cagnino)                            | MI        | Prepositurale di Sant'Elena                                                                                                 | Ambrosiano                                           | elettrico                                           | la♭3                                 |
| Milano (Quarto Oggiaro)                            | MI        | Prepositurale dei Santi martiri Nazaro e Celso                                                                              | Ambrosiano                                           | elettrico, manuale                                  | sol♭3                                |
| Milano (Quinto Romano)                             | MI        | Prepositurale della Madonna della Divina Provvidenza                                                                        | Ambrosiano                                           | elettrico                                           | sol♭4                                |
| Milano (Rogoredo)                                  | MI        | Prepositurale della Sacra Famiglia in Rogoredo                                                                              | Ambrosiano                                           | elettrico, manuale                                  | fa3                                  |
| Milano (Ronchetto sul Naviglio)                    | MI        | Prepositurale di San Silvestro                                                                                              | Ambrosiano                                           | elettrico, manuale                                  | mi♭3                                 |
| Milano (Rottole)                                   | MI        | Prepositurale di San Gerolamo Emiliani                                                                                      | Ambrosiano                                           | elettrico, manuale                                  | fa3                                  |
| Milano (Trenno)                                    | MI        | Prepositurale di San Giovanni Battista in Trenno                                                                            | Ambrosiano                                           | elettrico                                           | mi♭3                                 |
| Missaglia (Maresso)                                | LC        | Chiesa dei Santi Faustino e Giovita martiri                                                                                 | Ambrosiano                                           | elettrico, manuale, tastiera                        | sol♭2                                |
| Moggio                                             | LC        | Chiesa di San Francesco d'Assisi                                                                                            | Ambrosiano                                           | elettrico                                           | mi3                                  |
| Molteno                                            | LC        | Chiesa di San Giorgio | Ambrosiano                                           | elettrico                                           | do3                                  |
| Montegrino Valtravaglia                            | VA        | Chiesa di Sant'Ambrogio | Ambrosiano                                           | elettrico, tastiera                                 | mi♭3                                 |
| Montegrino Valtravaglia (Bosco Valtravaglia)       | VA        | Chiesa dell'Annunciazione                                                                                                   | Ambrosiano                                           | elettrico, manuale                                  | fa♯3                                 |
| Monticello Brianza (Torrevilla)                    | LC        | Chiesa di Santa Maria della Purificazione                                                                                   | Ambrosiano                                           | elettrico                                           | fa3                                  |
| Monza                                              | MB        | Chiesa di San Carlo | Ambrosiano                                           | elettrico                                           | mi♭3                                 |
| Monza                                              | MB        | Chiesa di San Fruttuoso | Ambrosiano                                           | elettrico                                           | si2                                  |
| Monza                                              | MB        | Chiesa di Santa Maria al Carrobiolo                                                                                         | Ambrosiano                                           | elettrico, manuale                                  | mi♭3                                 |
| Monza                                              | MB        | Chiesa di Santa Maria Nascente e San Carlo                                                                                  | Ambrosiano                                           | elettrico                                           | do3↓                                 |
| Monza                                              | MB        | Chiesa di San Pietro Martire                                                                                                | Ambrosiano                                           | elettrico                                           | mi3                                  |
| Monza                                              | MB        | Chiesa di San Rocco | Ambrosiano                                           | elettrico                                           | do3                                  |
| Morazzone                                          | VA        | Chiesa di Sant'Ambrogio | Ambrosiano                                           | manuale, tastiera                                   | si♭2↑                                |
| Motta Visconti                                     | MI        | Chiesa di San Giovanni Battista                                                                                             | Ambrosiano                                           | elettrico                                           | mi♭3                                 |
| Mozzate (San Martino)                              | CO        | Chiesa di Santa Maria Solaro                                                                                                | Ambrosiano                                           | elettrico                                           | fa♯3                                 |
| Muggiò                                             | MB        | Chiesa dei Santi Pietro e Paolo                                                                                             | Ambrosiano                                           | elettrico, manuale                                  | mi3                                  |
| Nerviano (Garbatola)                               | MI        | Chiesa di San Francesco d'Assisi                                                                                            | Ambrosiano                                           | elettrico, tastiera                                 | fa3                                  |
| Nerviano (Sant'Ilario Milanese)                    | MI        | Chiesa di Sant'Ilario | Ambrosiano                                           | elettrico                                           | mi♭3                                 |
| Nibionno (Tabiago)                                 | LC        | Chiesa dei Santi Simone e Giuda                                                                                             | Ambrosiano                                           | elettrico                                           | re3                                  |
| Nosate                                             | MI        | Chiesa di San Guniforte | Ambrosiano                                           | elettrico                                           | la♭3                                 |
| Novate Milanese                                    | MI        | Chiesa dei Santi Gervaso e Protaso                                                                                          | Ambrosiano                                           | elettrico                                           | si♭2                                 |
| Noviglio (Santa Corinna)                           | MI        | Chiesa dello Spirito Santo                                                                                                  | Ambrosiano                                           | elettrico                                           | si3                                  |
| Oggiono                                            | LC        | Prepositurale di Sant'Eufemia                                                                                               | Ambrosiano                                           | elettrico                                           | do3                                  |
| Oggiono (Imberido)                                 | LC        | Chiesa di San Giorgio martire                                                                                               | Ambrosiano                                           | elettrico                                           | mi3                                  |
| Olgiate Olona (Buon Gesù)                          | VA        | Chiesa di San Giuseppe | Ambrosiano                                           | elettrico                                           | si♭3                                 |
| Ornago                                             | MB        | Santuario della Beata Vergine del Lazzaretto                                                                                | Ambrosiano                                           | elettrico                                           | si♭3↓                                |
| Orsenigo                                           | CO        | Chiesa di San Martino vescovo                                                                                               | Ambrosiano                                           | elettrico, manuale, tastiera                        | re3                                  |
| Osnago                                             | LC        | Chiesa di San Stefano | Ambrosiano                                           | elettrico                                           | si♭2                                 |
| Ossona                                             | MI        | Chiesa di San Cristoforo | Ambrosiano                                           | elettrico, manuale, tastiera                        | re♭3                                 |
| Osteno (Claino con Osteno)                         | CO        | Chiesa dei santi Pietro e Paolo Apostoli                                                                                    | Ambrosiano                                           | Manuale (con la 3 campana dotata di doppio sistema) | reb3                                 |
| Paderno d'Adda                                     | LC        | Chiesa di Santa Maria Assunta                                                                                               | Ambrosiano                                           | elettrico                                           | si2                                  |
| Paderno Dugnano (Cassina Amata)                    | MI        | Chiesa di Sant'Ambrogio | Ambrosiano                                           | elettrico                                           | re♭3                                 |
| Paderno Dugnano (Dugnano)                          | MI        | Chiesa dei Santi Nazaro e Celso                                                                                             | Ambrosiano                                           | elettrico                                           | sol♭3↑                               |
| Paderno Dugnano (Dugnano)                          | MI        | Santuario di Santa Maria Annunciata                                                                                         | Ambrosiano                                           | elettrico                                           | do4                                  |
| Paderno Dugnano (Incirano)                         | MI        | Chiesa di Santa Maria Assunta                                                                                               | Ambrosiano                                           | elettrico                                           | mi♭3                                 |
| Paderno Dugnano (Palazzolo Milanese)               | MI        | Prepositurale di San Martino vescovo                                                                                        | Ambrosiano                                           | elettrico                                           | do3                                  |
| Pagnona                                            | MI        | Chiesa di Sant'Andrea apostolo                                                                                              | Ambrosiano                                           | manuale                                             | si♭3                                 |
| Pantigliate                                        | MI        | Chiesa di Santa Margherita                                                                                                  | Ambrosiano                                           | elettrico                                           | fa3                                  |
| Parabiago (Villapia)                               | MI        | Chiesa di Sant'Anna | Ambrosiano                                           | elettrico                                           | re4                                  |
| Parabiago (Villastanza)                            | MI        | Chiesa della Visitazione della Beata Vergine Maria a Santa Elisabetta                                                       | Ambrosiano                                           | elettrico                                           | re3                                  |
| Pasturo                                            | MI        | Chiesa di Sant'Eusebio | Ambrosiano                                           | elettrico                                           | re3                                  |
| Perledo                                            | LC        | Prepositurale di San Martino                                                                                                | Ambrosiano                                           | elettrico                                           | re♭3                                 |
| Pero                                               | MI        | Chiesa della Visitazione di Maria Vergine                                                                                   | Ambrosiano                                           | elettrico                                           | do3                                  |
| Pero (Cerchiate)                                   | MI        | Chiesa dei Santi Filippo e Giacomo                                                                                          | Ambrosiano                                           | elettrico                                           | si♭3                                 |
| Peschiera Borromeo (Linate)                        | MI        | Prepositurale di Sant'Ambrogio                                                                                              | Ambrosiano                                           | elettrico                                           | mi♭3                                 |
| Pessano con Bornago                                | MI        | Chiesa dei Santi martiri Vitale e Valeria                                                                                   | Ambrosiano                                           | elettrico                                           | si♭2                                 |
| Piano di Porlezza(Carlazzo)                        | CO        | Chiesa dei santi Nazzaro e Celso                                                                                            | Ambrosiano                                           | Elettrico                                           | sol3                                 |
| Pieve Emanuele                                     | MI        | Prepositurale di Sant'Alessandro martire                                                                                    | Ambrosiano                                           | elettrico                                           | re3                                  |
| Pino sulla Sponda del Lago Maggiore                | VA        | Chiesa dei Santi Quirico e Giulitta                                                                                         | Ambrosiano                                           | elettrico                                           | sol3                                 |
| Pogliano Milanese                                  | MI        | Santuario della Madonna dell'Aiuto                                                                                          | Ambrosiano                                           | elettrico                                           | mi♭3                                 |
| Pontirolo Nuovo                                    | BG        | Chiesa di San Michele arcangelo                                                                                             | Ambrosiano                                           | elettrico                                           | do3                                  |
| Porlezza                                           | CO        | Prepositurale di San Vittore martire                                                                                        | Ambrosiano                                           | elettrico                                           | si2                                  |
| Porlezza (Cima)                                    | CO        | Chiesa della Purificazione di Maria                                                                                         | Ambrosiano                                           | manuale                                             | sol3                                 |
| Porto Ceresio                                      | VA        | Chiesa di Sant'Ambrogio | Ambrosiano                                           | elettrico                                           | sol3                                 |
| Porto Valtravaglia (Domo Valtravaglia)             | VA        | Chiesa di Santa Maria Assunta                                                                                               | Ambrosiano                                           | elettrico                                           | mi3                                  |
| Pozzo d'Adda                                       | MI        | Chiesa di Sant'Antonio abate                                                                                                | Ambrosiano                                           | elettrico, manuale, tastiera                        | si♭2                                 |
| Pozzuolo Martesana                                 | MI        | Chiesa di San Francesco d'Assisi                                                                                            | Ambrosiano                                           | elettrico, manuale, tastiera                        | sol♭3                                |
| Pozzuolo Martesana (Trecella)                      | MI        | Chiesa di San Marco evangelista                                                                                             | Ambrosiano                                           | elettrico                                           | fa♯3                                 |
| Pregnana Milanese                                  | MI        | Chiesa dei Santi Pietro e Paolo                                                                                             | Ambrosiano                                           | elettrico, manuale, tastiera                        | sol♭3                                |
| Primaluna                                          | LC        | Prepositurale dei Santi Pietro e Paolo                                                                                      | Ambrosiano                                           | elettrico                                           | si2                                  |
| Renate                                             | MB        | Chiesa dei Santi Donato e Carpoforo                                                                                         | Ambrosiano                                           | elettrico                                           | re3                                  |
| Rescaldina                                         | MI        | Chiesa dei Santi Bernardo e Giuseppe                                                                                        | Ambrosiano                                           | elettrico                                           | si2                                  |
| Rezzago                                            | CO        | Chiesa di Santa Maria Nascente                                                                                              | Ambrosiano                                           | elettrico, manuale                                  | sol3                                 |
| Rho (Lucernate)                                    | MI        | Chiesa di Santa Maria e Santi Francesco e Antonio                                                                           | Ambrosiano                                           | elettrico, manuale                                  | si♭3                                 |
| Rho (Mazzo)                                        | MI        | Chiesa di Santa Croce | Ambrosiano                                           | elettrico                                           | fa3                                  |
| Rho (Passirana)                                    | MI        | Chiesa di Sant'Ambrogio ad nemus                                                                                            | Ambrosiano                                           | elettrico                                           | sol♭3                                |
| Rho (Terrazzano)                                   | MI        | Chiesa di San Maurizio | Ambrosiano                                           | elettrico                                           | re♭3                                 |
| Robbiate                                           | LC        | Chiesa di Sant'Alessandro martire                                                                                           | Ambrosiano                                           | elettrico                                           | si2                                  |
| Robecchetto con Induno                             | MI        | Chiesa di Santa Maria delle Grazie                                                                                          | Ambrosiano                                           | elettrico                                           | re3                                  |
| Robecchetto con Induno (Malvaglio)                 | MI        | Chiesa di San Bernardo | Ambrosiano                                           | elettrico                                           | mi3                                  |
| Robecco sul Naviglio (Casterno)                    | MI        | Chiesa di Sant'Andrea apostolo                                                                                              | Ambrosiano                                           | elettrico                                           | fa3                                  |
| Rogeno                                             | LC        | Chiesa dei Santi Ippolito e Cassiano                                                                                        | Ambrosiano                                           | elettrico                                           | si♭2                                 |
| Roncello                                           | MB        | Chiesa dei Santi Ambrogio e Carlo                                                                                           | Ambrosiano                                           | elettrico                                           | re♭3                                 |
| Ronco Briantino                                    | MB        | Chiesa di Sant'Ambrogio | Ambrosiano                                           | elettrico                                           | re3                                  |
| Rovagnate (Monte)                                  | LC        | Chiesa di Sant'Ambrogio | Ambrosiano                                           | elettrico                                           | fa♯3                                 |
| Samarate (San Macario)                             | VA        | Chiesa della Purificazione di Maria Vergine                                                                                 | Ambrosiano                                           | elettrico                                           | re3                                  |
| Samarate (Verghera)                                | VA        | Chiesa della Natività di Maria Vergine                                                                                      | Ambrosiano                                           | elettrico                                           | mi♭3                                 |
| San Donato Milanese                                | MI        | Prepositurale di San Donato                                                                                                 | Ambrosiano                                           | elettrico                                           | mi♭3                                 |
| San Donato Milanese (Metanopoli)                   | MI        | Prepositurale di Santa Barbara vergine e martire                                                                            | Ambrosiano                                           | elettrico                                           | mi♭3                                 |
| San Donato Milanese (Poasco)                       | MI        | Chiesa di Santa Maria Assunta                                                                                               | Ambrosiano                                           | elettrico                                           | la3                                  |
| San Giuliano Milanese                              | MI        | Prepositurale di San Giuliano martire                                                                                       | Ambrosiano                                           | elettrico, manuale                                  | mi♭3                                 |
| San Giuliano Milanese (Civesio)                    | MI        | Chiesa di Sant'Ambrogio | Ambrosiano                                           | elettrico                                           | mi3                                  |
| San Giuliano Milanese (Sesto Ulteriano)            | MI        | Chiesa di San Marziano | Ambrosiano                                           | elettrico, manuale                                  | sol♭3                                |
| Sangiano                                           | VA        | Chiesa di Sant'Andrea apostolo                                                                                              | Ambrosiano                                           | elettrico                                           | mi♭3                                 |
| San Pietro Sovera Carlazzo                         | CO        | Chiesa dei Santi Pietro e Paolo Apostoli                                                                                    | Ambrosiano                                           | elettrico                                           | mi3                                  |
| Santa Maria Hoè                                    | LC        | Chiesa della Beata Vergine Addolorata                                                                                       | Ambrosiano                                           | elettrico                                           | la3                                  |
| Santo Stefano Ticino                               | MI        | Chiesa di Santo Stefano | Ambrosiano                                           | elettrico                                           | mi♭3                                 |
| Segrate (Novegro)                                  | MI        | Chiesa di Sant'Alberto Magno                                                                                                | Ambrosiano                                           | elettrico, manuale, tastiera                        | la3                                  |
| Senago (Castelletto)                               | MI        | Chiesa della Beata Vergine di Fatima e Santa Rita                                                                           | Ambrosiano                                           | elettrico                                           | fa3                                  |
| Seregno                                            | MB        | Basilica di San Giuseppe | Ambrosiano                                           | elettrico                                           | si♭2                                 |
| Seregno                                            | MB        | Chiesa di San Carlo | Ambrosiano                                           | elettrico                                           | mi♭3                                 |
| Seregno                                            | MB        | Santuario della Beata Vergine dei Vignoli                                                                                   | Ambrosiano                                           | elettrico                                           | re♭4                                 |
| Sesto San Giovanni (Cascina Gatti)                 | MI        | Chiesa di Santa Maria Nascente                                                                                              | Ambrosiano                                           | elettrico, manuale                                  | mi♭3↓                                |
| Settimo Milanese                                   | MI        | Chiesa di San Giovanni Battista                                                                                             | Ambrosiano                                           | elettrico                                           | si♭3                                 |
| Settimo Milanese (Seguro)                          | MI        | Chiesa di San Giorgio | Ambrosiano                                           | elettrico, manuale                                  | fa3                                  |
| Settimo Milanese (Vighignolo)                      | MI        | Chiesa di Santa Maria Nascente                                                                                              | Ambrosiano                                           | elettrico, manuale                                  | mi♭4↓                                |
| Settimo Milanese (Vighignolo)                      | MI        | Santuario dell'Adorazione                                                                                                   | Ambrosiano                                           | elettrico                                           | mi3                                  |
| Seveso                                             | MB        | Chiesa di San Pietro martire                                                                                                | Ambrosiano                                           | elettrico, manuale                                  | mi3↓                                 |
| Seveso                                             | MB        | Prepositurale dei Santi Gervaso e Protaso                                                                                   | Ambrosiano                                           | elettrico                                           | si2                                  |
| Sirtori                                            | LC        | Chiesa dei Santi Nabore e Felice                                                                                            | Ambrosiano                                           | elettrico                                           | re3                                  |
| Siziano                                            | PV        | Chiesa di San Bartolomeo Apostolo                                                                                           | Ambrosiano                                           | elettrico                                           | mi♭3↓                                |
| Siziano                                            | PV        | Chiesa di San Francesco d'Assisi                                                                                            | Ambrosiano                                           | manuale, dal 2021 elettrico solo per percussioni    | sol♭3                                |
| Solbiate Olona (Solbiello)                         | VA        | Chiesa dei Santi Gervaso e Protaso                                                                                          | Automatico                                           | elettrico                                           | mi4                                  |
| Somma Lombardo (Coarezza)                          | VA        | Chiesa di San Sebastiano | Ambrosiano                                           | elettrico, tastiera                                 | la♭3                                 |
| Somma Lombardo (Mezzana)                           | VA        | Prepositurale di Santo Stefano                                                                                              | Ambrosiano                                           | elettrico, manuale                                  | re♭3                                 |
| Sormano                                            | CO        | Chiesa di Sant'Ambrogio | Ambrosiano                                           | elettrico, manuale                                  | mi♭3                                 |
| Sovico                                             | MB        | Chiesa dei Santi Simone e Giuda                                                                                             | Ambrosiano                                           | elettrico, manuale                                  | mi♭3↓                                |
| Sueglio                                            | LC        | Chiesa di San Martino Vescovo                                                                                               | Ambrosiano                                           | elettrico                                           | do3                                  |
| Ternate                                            | VA        | Chiesa dei Santi Quirico e Giulitta                                                                                         | Ambrosiano                                           | elettrico, manuale                                  | mi♭3                                 |
| Tradate                                            | VA        | Santuario del Santissimo Crocifisso                                                                                         | Ambrosiano                                           | elettrico, manuale, tastiera                        | sol♭3                                |
| Travedona Monate                                   | VA        | Chiesa dei Santi Vito e Modesto                                                                                             | Ambrosiano                                           | elettrico, manuale, tastiera                        | si2↑                                 |
| Treviglio                                          | BG        | Chiesa di San Rocco | Ambrosiano                                           | manuale, tastiera                                   | si♭3                                 |
| Treviglio                                          | BG        | Santuario della Beata Vergine delle Lacrime                                                                                 | Ambrosiano                                           | elettrico, manuale, tastiera                        | re♭3                                 |
| Trezzano Rosa                                      | MI        | Chiesa di San Gottardo | Ambrosiano                                           | elettrico, manuale, tastiera                        | re♭3                                 |
| Trezzano sul Naviglio                              | MI        | Chiesa di Sant'Ambrogio vescovo e dottore                                                                                   | Ambrosiano                                           | elettrico, manuale                                  | re♭3                                 |
| Triuggio                                           | MB        | Chiesa di Sant'Antonino martire                                                                                             | Ambrosiano                                           | elettrico, tastiera                                 | si♭2                                 |
| Triuggio (Canonica Lambro)                         | MB        | Chiesa di Santa Maria della Neve                                                                                            | Ambrosiano                                           | elettrico, manuale, tastiera                        | la♭3                                 |
| Triuggio (Rancate)                                 | MB        | Santuario di Santa Maria Assunta                                                                                            | Ambrosiano                                           | elettrico, manuale, tastiera                        | sol♭3                                |
| Tronzano Lago Maggiore                             | VA        | Chiesa di San Rocco | Ambrosiano                                           | elettrico, tastiera                                 | la♭3                                 |
| Truccazzano                                        | MI        | Chiesa di San Michele arcangelo                                                                                             | Ambrosiano                                           | elettrico, manuale, tastiera                        | Fab3                                 |
| Truccazzano (Albignano)                            | MI        | Chiesa di San Majolo abate                                                                                                  | Ambrosiano                                           | elettrico                                           | re♭3↑                                |
| Truccazzano (Cavaione)                             | MI        | Chiesa dei Santi Eusebio e Maccabei                                                                                         | Ambrosiano                                           | elettrico                                           | sol♭3                                |
| Truccazzano (Corneliano Bertario)                  | MI        | Chiesa di San Giorgio | Ambrosiano                                           | elettrico                                           | mi♭3                                 |
| Usmate Velate (Velate Milanese)                    | MB        | Chiesa di Santa Maria Assunta                                                                                               | Ambrosiano                                           | elettrico                                           | mi♭3                                 |
| Valbrona (Visino)                                  | CO        | Chiesa della Beata Vergine Assunta                                                                                          | Ambrosiano                                           | elettrico, manuale, tastiera                        | mi♭3↑                                |
| Valmadrera (Caserta)                               | LC        | Chiesa dello Spirito Santo                                                                                                  | Ambrosiano                                           | elettrico                                           | sol3                                 |
| Valganna (Ghirla)                                  | VA        | Chiesa di San Cristoforo martire                                                                                            | Ambrosiano                                           | elettrico, manuale, tastiera                        | sol♭3                                |
| Valsolda (Puria)                                   | CO        | Chiesa della Beata Vergine Assunta                                                                                          | Ambrosiano                                           | elettrico, manuale, tastiera                        | Dob3                                 |
| Valvarrone (Tremenico)                             | LC        | Chiesa di Sant'Agata | Ambrosiano                                           | manuale, tastiera                                   | mi♭3                                 |
| Vanzago                                            | VA        | Chiesa dei Santi Ippolito e Cassiano                                                                                        | Ambrosiano                                           | elettrico, manuale, tastiera                        | re♭3                                 |
| Vanzago (Mantegazza con Rogorotto)                 | VA        | Chiesa di Cristo Re | Ambrosiano                                           | elettrico                                           | mi♭3                                 |
| Varenna                                            | LC        | Prepositurale di San Giorgio                                                                                                | Ambrosiano                                           | elettrico                                           | re3                                  |
| Varese                                             | VA        | Chiesa di Santa Teresa di Gesù Bambino                                                                                      | Ambrosiano                                           | elettrico                                           | fa3↓                                 |
| Varese (Biumo Inferiore)                           | VA        | Chiesa dei Santi Pietro e Paolo                                                                                             | Ambrosiano                                           | elettrico, manuale                                  | do3↑                                 |
| Varese (Biumo Superiore)                           | VA        | Chiesa di San Giorgio | Ambrosiano                                           | elettrico                                           | fa3                                  |
| Varese (Bizzozero)                                 | VA        | Chiesa dei Santi martiri Evasio e Stefano                                                                                   | Ambrosiano                                           | elettrico                                           | mi3                                  |
| Varese (Capolago)                                  | VA        | Chiesa della Santissima Trinità                                                                                             | Ambrosiano                                           | elettrico                                           | re3                                  |
| Varese (Giubiano)                                  | VA        | Chiesa di Sant'Ambrogio | Ambrosiano                                           | manuale, tastiera                                   | re♭3                                 |
| Varese (Masnago)                                   | VA        | Chiesa dei Santi Pietro e Paolo                                                                                             | Ambrosiano                                           | elettrico                                           | si2                                  |
| Veddasca (Armio)                                   | VA        | Chiesa di San Lorenzo | Ambrosiano                                           | manuale                                             | fa3                                  |
| Veddasca (Biegno)                                  | VA        | Chiesa della Natività di Maria Vergine                                                                                      | Ambrosiano                                           | manuale, tastiera                                   | fa3                                  |
| Veduggio con Colzano                               | MB        | Chiesa di San Martino vescovo                                                                                               | Ambrosiano                                           | elettrico                                           | si2↓                                 |
| Vendrogno                                          | LC        | Chiesa di San Lorenzo | Ambrosiano                                           | elettrico, manuale                                  | do3                                  |
| Venegono Inferiore                                 | VA        | Chiesa dei Santi Giacomo e Filippo                                                                                          | Ambrosiano                                           | elettrico                                           | do3                                  |
| Venegono Superiore                                 | VA        | Chiesa di San Giorgio martire                                                                                               | Ambrosiano                                           | elettrico                                           | do3                                  |
| Veniano                                            | CO        | Chiesa di S. Antonio Abate                                                                                                  | Ambrosiano                                           | elettrico                                           | mi3                                  |
| Verano Brianza                                     | MB        | Chiesa dei Santi Nazaro e Celso                                                                                             | Ambrosiano                                           | elettrico                                           | re3                                  |
| Verderio Inferiore                                 | LC        | Chiesa dei Santi Nazaro e Celso                                                                                             | Ambrosiano                                           | elettrico                                           | si2                                  |
| Verderio Superiore                                 | LC        | Chiesa dei Santi Giuseppe e Fiorano                                                                                         | Ambrosiano                                           | elettrico                                           | do3                                  |
| Vergiate                                           | VA        | Chiesa di San Martino | Ambrosiano                                           | elettrico, manuale                                  | mi♭3                                 |
| Vergiate (Cimbro)                                  | VA        | Chiesa di San Martino | Ambrosiano                                           | elettrico                                           | sol♭3                                |
| Vernate (Coazzano)                                 | MI        | Chiesa di Santa Maria Assunta                                                                                               | Ambrosiano                                           | manuale                                             | sol♭3                                |
| Viggiù                                             | VA        | Chiesa di Santo Stefano | Ambrosiano                                           | elettrico, manuale, tastiera                        | do3                                  |
| Villa Cortese                                      | MI        | Chiesa dell'Immacolata di Lourdes                                                                                           | Ambrosiano                                           | elettrico, manuale                                  | re♭4                                 |
| Vimercate                                          | MB        | Santuario della Beata Vergine del Rosario                                                                                   | Ambrosiano                                           | elettrico, manuale, tastiera                        | Re                                   |
| Vimercate (Oldaniga)                               | MB        | Chiesa dei Santi Giacomo e Cristoforo                                                                                       | Ambrosiano                                           | elettrico, manuale, tastiera                        | do3                                  |
| Vimercate (Velasca)                                | MB        | Chiesa di Santa Maria Maddalena                                                                                             | Ambrosiano                                           | elettrico, tastiera                                 | sol3                                 |
| Vimodrone                                          | MI        | Chiesa Parrocchiale di San Remigio                                                                                          | Ambrosiano                                           | elettrico, manuale                                  | fa3                                  |
| Zibido San Giacomo (Badile)                        | MI        | Chiesa della Natività di Maria Vergine                                                                                      | Ambrosiano                                           | manuale                                             | fa3                                  |
| Zibido San Giacomo (Moirago)                       | MI        | Chiesa dei Santi Vincenzo e Bernardo                                                                                        | Ambrosiano                                           | elettrico, manuale, tastiera                        | la♭3↑                                |
| Zibido San Giacomo (San Pietro Cusico)             | MI        | Chiesa dei Santi Pietro e Paolo                                                                                             | Ambrosiano                                           | manuale                                             | re3↑                                 |
| Varese (Lissago)                                   | VA        | Chiesa di San Carlo Borromeo                                                                                                | Ambrosiano                                           | elettrico, manuale, tastiera                        | sol3                                 |

### Sei campane
| Località                                  | Provincia | Edificio                                      | Sistema            | Azionamento                  | Tonalità |
| ----------------------------------------- | --------- | --------------------------------------------- | ------------------ | ---------------------------- | -------- |
| Abbiategrasso                             | MI        | Basilica di Santa Maria Nuova                 | Ambrosiano         | elettrico                    | re♭3     |
| Agrate Brianza                            | MB        | Chiesa di Sant'Eusebio                        | Ambrosiano         | elettrico                    | si♭2     |
| Albairate                                 | MI        | Chiesa di San Giorgio                         | Ambrosiano         | elettrico                    | la2      |
| Albese con Cassano                        | CO        | Chiesa di Santa Margherita                    | Ambrosiano         | elettrico                    | si♭2     |
| Arconate                                  | MI        | Chiesa di Sant'Eusebio                        | Ambrosiano         | elettrico, manuale           | re3      |
| Arcore                                    | MB        | Chiesa di Sant'Eustorgio                      | Ambrosiano         | elettrico, manuale           | la2      |
| Arsago Seprio                             | VA        | Basilica di San Vittore                       | Ambrosiano         | elettrico, manuale           | si2↑     |
| Asso                                      | CO        | Prepositurale di San Giovanni Battista        | Ambrosiano         | elettrico, manuale, tastiera | mi3      |
| Bareggio                                  | MI        | Chiesa dei Santi Nazaro e Celso               | Ambrosiano         | elettrico                    | sol3     |
| Bellano                                   | LC        | Prepositurale dei Santi Nazaro e Celso        | Ambrosiano         | elettrico                    | si2      |
| Bellano (Lezzeno)                         | LC        | Santuario della Madonna delle Lacrime         | Ambrosiano         | elettrico                    | mi♭3     |
| Bernareggio                               | MB        | Chiesa di Santa Maria Nascente                | Ambrosiano         | elettrico                    | la2      |
| Besate                                    | MI        | Chiesa di San Michele arcangelo               | Ambrosiano         | elettrico                    | re3      |
| Bollate (Ospiate)                         | MI        | Chiesa Parrocchiale di Santa Monica           | Ambrosiano         | elettrico                    | si3      |
| Busto Arsizio (Sacconago)                 | VA        | Chiesa dei Santi Apostoli Pietro e Paolo      | Ambrosiano         | elettrico, manuale           | re♭3     |
| Busto Garolfo                             | MI        | Chiesa di San Remigio                         | Ambrosiano         | manuale                      | la3      |
| Cairate (Peveranza)                       | VA        | Chiesa di Santa Maria Assunta                 | Ambrosiano         | elettrico, manuale           | mi3      |
| Canegrate                                 | MI        | Chiesa di Santa Maria Assunta                 | Ambrosiano         | elettrico, tastiera          | si♭2     |
| Canonica d'Adda                           | BG        | Chiesa di San Giovanni evangelista            | Ambrosiano         | elettrico, manuale           | si♭2     |
| Casorate Primo                            | PV        | Prepositurale di San Vittore                  | Ambrosiano         | elettrico, manuale           | si2      |
| Cassano Magnago                           | VA        | Chiesa di Santa Maria del Cerro               | Ambrosiano         | elettrico                    | la♭2     |
| Castelveccana                             | VA        | Chiesa dei Santi apostoli Pietro e Paolo      | Ambrosiano         | elettrico, manuale, tastiera | mi♭3     |
| Cerro Maggiore                            | MI        | Chiesa dei Santi Cornelio e Cipriano          | Ambrosiano         | elettrico, manuale           | si2      |
| Cislago                                   | VA        | Chiesa di Santa Maria Assunta                 | Ambrosiano         | elettrico                    | la♭3     |
| Concorezzo                                | MB        | Chiesa dei Santi Cosma e Damiano              | Ambrosiano         | elettrico                    | si♭2     |
| Cormano (Ospitaletto)                     | MI        | Chiesa del Buon Pastore                       | Ambrosiano         | elettrico                    | sol3     |
| Cuasso al Monte (Cuasso al Monte)         | VA        | Chiesa di Sant'Ambrogio                       | Ambrosiano         | elettrico, tastiera          | mi♭4     |
| Dairago                                   | MI        | Prepositurale di San Genesio martire          | Ambrosiano         | elettrico                    | re♭3     |
| Fagnano Olona                             | VA        | Chiesa di San Gaudenzio                       | Ambrosiano         | elettrico                    | si2      |
| Fenegrò                                   | CO        | Chiesa di Santa Maria Nascente                | Ambrosiano         | elettrico                    | si♭2     |
| Gaggiano                                  | MI        | Santuario di Sant'Invenzio                    | Ambrosiano         | elettrico                    | re♭3     |
| Galbiate                                  | LC        | Chiesa di San Giovanni evangelista            | Ambrosiano         | elettrico, manuale, tastiera | si♭2     |
| Gallarate                                 | VA        | Basilica di Santa Maria Assunta               | Ambrosiano         | elettrico                    | do3      |
| Gallarate (Cascinetta)                    | VA        | Chiesa di Sant'Alessandro                     | Ambrosiano         | elettrico                    | do3      |
| Gallarate (Crenna)                        | VA        | Chiesa di San Zenone                          | Ambrosiano         | elettrico                    | si♭2     |
| Gavirate                                  | VA        | Prepositurale di San Giovanni evangelista     | Ambrosiano         | elettrico                    | si2      |
| Gorla Maggiore                            | VA        | Chiesa di Santa Maria Assunta                 | Ambrosiano         | elettrico                    | si2      |
| Inverigo                                  | CO        | Chiesa di Sant'Ambrogio                       | Ambrosiano         | elettrico                    | si♭2     |
| Lainate                                   | MI        | Chiesa di San Vittore martire                 | Ambrosiano         | elettrico                    | si2↓     |
| Lecco (Acquate)                           | LC        | Chiesa dei Santi Giorgio, Caterina ed Egidio  | Ambrosiano         | elettrico                    | do3      |
| Lecco (Castello sopra Lecco)              | LC        | Chiesa dei Santi martiri Gervaso e Protaso    | Ambrosiano         | elettrico                    | si2      |
| Lecco (Olate)                             | LC        | Chiesa dei Santi martiri Vitale e Valeria     | Ambrosiano         | elettrico                    | re♭3     |
| Lecco (San Giovanni)                      | LC        | Chiesa di San Giovanni evangelista            | Ambrosiano         | elettrico                    | do3      |
| Legnano                                   | MI        | Basilica di San Magno                         | Ambrosiano         | elettrico, manuale           | do3      |
| Lomazzo di Sopra                          | CO        | Prepositurale dei SS. Vito e Modesto          | Ambrosiano         | elettrico                    | re♭3     |
| Luino                                     | VA        | Prepositurale dei Santi Pietro e Paolo        | Ambrosiano         | elettrico                    | si♭3     |
| Lurago d'Erba                             | CO        | Prepositurale di San Giovanni evangelista     | Ambrosiano         | elettrico, manuale, tastiera | si♭2     |
| Margno                                    | LC        | Chiesa di San Bartolomeo                      | Ambrosiano         | elettrico                    | mi♭3     |
| Mariano Comense                           | CO        | Prepositurale di Santo Stefano protomartire   | Ambrosiano         | elettrico                    | la2      |
| Merate (Pagnano)                          | LC        | Chiesa di San Giorgio martire                 | Ambrosiano         | elettrico                    | si♭2     |
| Milano                                    | MI        | Basilica di San Carlo al Corso                | Ambrosiano         | elettrico                    | si♭2     |
| Milano                                    | MI        | Basilica di Sant'Eufemia                      | Ambrosiano         | elettrico, tastiera          | fa3      |
| Milano                                    | MI        | Basilica di Sant'Eustorgio                    | Ambrosiano         | elettrico, manuale, tastiera | si2↑     |
| Milano                                    | MI        | Prepositurale di Santa Maria del Suffragio    | Ambrosiano         | elettrico, tastiera          | re♭3     |
| Milano                                    | MI        | Prepositurale di Santa Maria di Caravaggio    | Ambrosiano         | elettrico, tastiera          | do3↓     |
| Milano (Dergano)                          | MI        | Prepositurale di San Nicola in Dergano        | Ambrosiano         | elettrico                    | sol3     |
| Molteno                                   | LC        | Chiesa di Santa Maria Ausiliatrice            | Elettropercussore  | elettrico                    | la♭4     |
| Monza                                     | MB        | Chiesa di San Biagio                          | Ambrosiano         | elettrico                    | fa3      |
| Monza                                     | MB        | Chiesa di San Gerardo al Corpo                | Ambrosiano         | elettrico                    | do3      |
| Mozzate                                   | CO        | Chiesa di Sant'Alessandro martire             | Ambrosiano         | elettrico                    | si♭2     |
| Nerviano                                  | MI        | Prepositurale di Santo Stefano                | Ambrosiano         | elettrico, manuale           | si2      |
| Nova Milanese                             | MB        | Chiesa di Sant'Antonino Martire               | Ambrosiano         | elettrico, tastiera          | do3      |
| Olgiate Molgora                           | LC        | San Zeno, Chiesa di San Zeno                  | Ambrosiano         | elettrico, manuale, tastiera | re♭3     |
| Olgiate Olona                             | VA        | Prepositurale dei Santi Stefano e Lorenzo     | Ambrosiano         | elettrico                    | si♭2     |
| Origgio                                   | VA        | Chiesa di Santa Maria Immacolata              | Ambrosiano         | elettrico                    | si♭2     |
| Ornago                                    | MB        | Chiesa di Sant'Agata                          | Ambrosiano         | elettrico                    | Dob3     |
| Parabiago                                 | MI        | Prepositurale dei Santi Gervaso e Protaso     | Ambrosiano         | elettrico, manuale           | la♭3     |
| Premana                                   | LC        | Chiesa di San Dionigi                         | Ambrosiano         | elettrico                    | re♭3     |
| Rovagnate                                 | LC        | Chiesa di San Giorgio martire                 | Ambrosiano         | elettrico, tastiera          | si♭2     |
| Saronno                                   | VA        | Chiesa della Sacra Famiglia                   | Elettropercussione | elettrico                    | si♭3     |
| Seregno                                   | MB        | Santuario di Santa Valeria                    | Ambrosiano         | elettrico                    | la♭2↑    |
| Sesto San Giovanni                        | MI        | Chiesa di San Giuseppe                        | Ambrosiano         | elettrico                    | do3      |
| Settimo Milanese                          | MI        | Chiesa di Santa Margherita vergine e martire  | Ambrosiano         | elettrico                    | fa3      |
| Solaro                                    | MI        | Chiesa dei Santi Quirico e Giulitta           | Ambrosiano         | elettrico, manuale           | re♭3     |
| Solaro (Villaggio Brollo)                 | MI        | Chiesa della Madonna del Carmine              | Ambrosiano         | elettrico                    | fa3      |
| Solbiate Olona                            | VA        | Chiesa di Sant'Antonino martire               | Ambrosiano         | elettrico                    | si♭2     |
| Somma Lombardo (Case Nuove)               | VA        | Chiesa di Santa Margherita vergine e martire  | Ambrosiano         | elettrico                    | re4      |
| Sulbiate (Brentana)                       | MB        | Chiesa di Sant'Antonino                       | Ambrosiano         | elettrico                    | si♭2     |
| Tradate (Abbiate Guazzone)                | VA        | Chiesa dei Santi Pietro e Paolo               | Ambrosiano         | elettrico, tastiera          | si2      |
| Treviglio                                 | BG        | Basilica di San Martino e Santa Maria Assunta | Ambrosiano         | elettrico                    | si2      |
| Turbigo                                   | MI        | Chiesa della Beata Vergine Assunta            | Ambrosiano         | elettrico                    | re♭3     |
| Valganna (Ganna con Boarezzo e Mondonico) | VA        | Badia di San Gemolo martire                   | Ambrosiano         | elettrico, manuale           | mi♭3     |
| Varese (Casbeno)                          | VA        | Chiesa di San Vittore                         | Ambrosiano         | elettrico                    | si♭2     |
| Vernate (Moncucco)                        | MI        | Chiesa di Santa Maria Nascente                | Ambrosiano         | elettrico                    | fa3      |
| Vimercate (Oreno)                         | MB        | Convento di San Francesco                     | Ambrosiano         | elettrico                    | mi4      |
| Vittuone                                  | MI        | Chiesa dell'Annunciazione di Maria Vergine    | Ambrosiano         | elettrico, manuale, tastiera | si2      |

### Otto campane
| Località                            | Provincia | Edificio                                                   | Sistema    | Azionamento                  | Tonalità      |
| ----------------------------------- | --------- | ---------------------------------------------------------- | ---------- | ---------------------------- | ------------- |
| Aicurzio                            | MB        | Chiesa di Sant'Andrea apostolo                             | Ambrosiano | elettrico, manuale           | mi♭3          |
| Appiano Gentile                     | CO        | Chiesa di Santo Stefano Protomartire                       | Ambrosiano | elettrico                    | si♭2          |
| Barzago                             | LC        | Chiesa di San Bartolomeo                                   | Ambrosiano | elettrico                    | si♭2          |
| Bernate Ticino                      | MI        | Abbazia di San Giorgio martire                             | Ambrosiano | elettrico                    | la2           |
| Besana in Brianza (Vergo Zoccorino) | MB        | Chiesa dei Santi Gervaso e Protaso                         | Ambrosiano | elettrico, manuale, tastiera | do3           |
| Brugherio                           | MB        | Chiesa di San Bartolomeo                                   | Ambrosiano | elettrico                    | la♭2          |
| Busnago                             | MB        | Chiesa di San Giovanni evangelista                         | Ambrosiano | elettrico, manuale           | do3           |
| Busto Arsizio (Beata Giuliana)      | VA        | Chiesa di San Luigi                                        | Ambrosiano | elettrico                    | fa3           |
| Busto Arsizio (Sacconago)           | VA        | Chiesa dei Santi Pietro e Paolo                            | Ambrosiano | elettrico                    | si♭3          |
| Busto Garolfo (Olcella)             | MI        | Chiesa di Santa Geltrude                                   | Ambrosiano | elettrico                    | sol♭3         |
| Cantù                               | CO        | Chiesa dei Santi Michele e Biagio                          | Ambrosiano | elettrico, manuale           | do3           |
| Cantù (Vighizzolo)                  | CO        | Chiesa dei Santi Pietro e Paolo                            | Ambrosiano | elettrico, manuale           | la2↑          |
| Carate Brianza                      | MB        | Prepositurale dei Santi Ambrogio e Simpliciano             | Ambrosiano | elettrico                    | la2           |
| Carnago                             | VA        | Prepositurale di San Martino vescovo                       | Ambrosiano | elettrico                    | si♭2↑         |
| Caronno Pertusella (Pertusella)     | VA        | Chiesa di Sant'Alessandro martire                          | Ambrosiano | elettrico, manuale, tastiera | mi3           |
| Carugo                              | CO        | Chiesa di San Bartolomeo apostolo                          | Ambrosiano | elettrico                    | si♭2          |
| Casorezzo                           | MI        | Chiesa di San Giorgio                                      | Ambrosiano | elettrico, manuale, tastiera | mi♭3          |
| Cassano Magnago                     | VA        | Chiesa di San Giulio                                       | Ambrosiano | elettrico, manuale, tastiera | si♭2          |
| Castellanza                         | VA        | Chiesa di San Giulio                                       | Ambrosiano | elettrico, manuale, tastiera | la♭2          |
| Cavenago di Brianza                 | MB        | Chiesa di San Giulio                                       | Ambrosiano | elettrico, tastiera          | si♭2          |
| Cernusco Lombardone                 | LC        | Chiesa di San Giovanni Battista                            | Ambrosiano | elettrico                    | sol♭3         |
| Cesano Maderno                      | MB        | Chiesa di Santo Stefano protomartire                       | Ambrosiano | elettrico                    | si♭2          |
| Cornate d'Adda                      | MB        | Chiesa di San Giorgio martire                              | Ambrosiano | elettrico, manuale, tastiera | la2           |
| Costa Masnaga                       | LC        | Prepositurale di Santa Maria Assunta                       | Ambrosiano | elettrico                    | la♭2          |
| Cuggiono                            | MI        | Basilica di San Giorgio martire                            | Ambrosiano | elettrico, manuale, tastiera | si♭2          |
| Desio                               | MB        | Basilica dei Santi Siro e Materno                          | Ambrosiano | elettrico, manuale, tastiera | la♭2          |
| Desio                               | MB        | Chiesa di San Giovanni Battista                            | Ambrosiano | elettrico, manuale           | la♭3          |
| Dolzago                             | LC        | Chiesa di Santa Maria Assunta                              | Ambrosiano | elettrico                    | do3           |
| Erba                                | CO        | Prepositurale di Santa Maria Nascente                      | Ambrosiano | elettrico                    | si2           |
| Fara Gera d'Adda                    | BG        | Chiesa di Sant'Alessandro                                  | Ambrosiano | elettrico, tastiera          | si♭2↓         |
| Gorgonzola                          | MI        | Prepositurale dei Santi Martiri Protaso e Gervaso          | Ambrosiano | elettrico                    | si♭2          |
| Gorla Minore                        | VA        | Chiesa di San Lorenzo                                      | Ambrosiano | elettrico                    | si♭2          |
| Gorla Minore (Prospiano)            | VA        | Chiesa dei Santi Nazaro e Celso                            | Ambrosiano | elettrico                    | sol3          |
| Grezzago                            | MI        | Chiesa di San Martino                                      | Ambrosiano | elettrico                    | re♭3          |
| Inzago                              | MI        | Prepositurale di Santa Maria Assunta                       | Ambrosiano | elettrico                    | si♭2          |
| Lazzate                             | MB        | Chiesa di San Lorenzo martire                              | Ambrosiano | elettrico, tastiera          | si2           |
| Lecco (Laorca)                      | LC        | Chiesa dei Santi Pietro e Paolo                            | Ambrosiano | elettrico                    | re♭3          |
| Leggiuno                            | VA        | Santuario di Maria Stella Maris                            | Ambrosiano | elettrico                    | mi3           |
| Legnano                             | MI        | Chiesa dei Santi martiri Anauniani                         | Ambrosiano | elettrico                    | si♭2          |
| Lonate Ceppino                      | VA        | Chiesa parrocchiale dei Santi Pietro e Paolo apostoli      | Ambrosiano | Elettrico                    | Do3↓          |
| Lonate Pozzolo                      | VA        | Chiesa di Sant'Ambrogio                                    | Ambrosiano | elettrico                    | la♭2          |
| Luino (Creva)                       | VA        | Chiesa di Nostra Signora di Lourdes                        | Ambrosiano | elettrico, manuale           | la3           |
| Magenta                             | MI        | Basilica di San Martino vescovo                            | Ambrosiano | elettrico                    | la2           |
| Magnago                             | MI        | Chiesa di San Michele arcangelo                            | Ambrosiano | elettrico                    | do3           |
| Malnate                             | VA        | Prepositurale di San Martino                               | Ambrosiano | elettrico                    | la♭2          |
| Marcallo con Casone                 | MI        | Chiesa dei Santi Nazaro e Celso                            | Ambrosiano | elettrico                    | si♭2          |
| Marnate                             | VA        | Chiesa di Sant'Ilario                                      | Ambrosiano | elettrico                    | re♭3          |
| Meda                                | MB        | Santuario del Santissimo Crocifisso                        | Ambrosiano | elettrico, tastiera          | si♭2          |
| Mesero                              | MI        | Chiesa della Presentazione del Signore                     | Ambrosiano | elettrico                    | si2           |
| Milano                              | MI        | Prepositurale di Santa Maria di Lourdes                    | Ambrosiano | elettrico, tastiera          | re3           |
| Milano (Baggio)                     | MI        | Prepositurale di Sant'Apollinare in Baggio                 | Ambrosiano | elettrico, tastiera          | la♭2          |
| Milano (Crescenzago)                | MI        | Abbazia di Santa Maria Rossa                               | Ambrosiano | elettrico                    | si3           |
| Milano (Villapizzone)               | MI        | Prepositurale di San Martino in Villapizzone               | Ambrosiano | elettrico                    | re3           |
| Missaglia                           | LC        | Basilica di San Vittore                                    | Ambrosiano | elettrico                    | si♭2          |
| Monza                               | MB        | Duomo di San Giovanni Battista                             | Slancio    | elettrico, manuale           | mi3           |
| Muggiò (Taccona)                    | MB        | Chiesa di San Giuseppe                                     | Ambrosiano | elettrico                    | si2           |
| Olginate                            | LC        | Chiesa di Sant'Agnese                                      | Ambrosiano | elettrico, manuale           | la2↑          |
| Paderno Dugnano                     | MI        | Chiesa di Santa Maria Nascente                             | Ambrosiano | elettrico, tastiera          | si♭2↓         |
| Parabiago (San Lorenzo)             | MI        | Chiesa di San Lorenzo                                      | Ambrosiano | elettrico                    | si♭3          |
| Perego                              | LC        | Chiesa di San Giovanni evangelista                         | Ambrosiano | elettrico                    | mi♭3          |
| Peschiera Borromeo (Bettola)        | MI        | Chiesa della Santa Famiglia di Gesù, Maria e Giuseppe      | Ambrosiano | elettrico                    | sol3          |
| Robecco sul Naviglio                | MI        | Chiesa di San Giovanni Battista                            | Ambrosiano | elettrico, tastiera          | si2           |
| Rosate                              | MI        | Prepositurale di Santo Stefano                             | Ambrosiano | elettrico, manuale, tastiera | Si♭2          |
| Rovello Porro                       | CO        | Chiesa dei Santi Pietro e Paolo                            | Ambrosiano | elettrico, tastiera          | si♭2          |
| Samarate                            | VA        | Chiesa della Santissima Trinità                            | Ambrosiano | elettrico, manuale           | si♭2          |
| San Giorgio su Legnano              | MI        | Chiesa della Beata Vergine Assunta                         | Ambrosiano | elettrico, tastiera          | do3↑ maggiore |
| Saronno                             | VA        | Prepositurale dei Santi Pietro e Paolo                     | Ambrosiano | elettrico                    | si♭2↓         |
| Sedriano                            | MI        | Chiesa di San Remigio                                      | Ambrosiano | elettrico                    | si♭2          |
| Sesto Calende                       | VA        | Prepositurale di San Bernardino                            | Ambrosiano | elettrico                    | la2↑          |
| Sesto San Giovanni                  | MI        | Basilica di Santo Stefano                                  | Ambrosiano | elettrico                    | la♭2          |
| Somma Lombardo                      | VA        | Basilica di Sant'Agnese                                    | Ambrosiano | elettrico, manuale, tastiera | si♭2          |
| Tradate (Ceppine)                   | VA        | Chiesa di Sant'Anna                                        | Ambrosiano | elettrico                    | fa3           |
| Trezzo sull'Adda (Concesa)          | MI        | Chiesa di Santa Maria Assunta                              | Ambrosiano | elettrico                    | la♭3          |
| Turate                              | CO        | Chiesa dei Santi apostoli Pietro e Paolo                   | Ambrosiano | elettrico                    | si♭2↓         |
| Uboldo                              | VA        | Chiesa dei Santi apostoli Pietro e Paolo                   | Ambrosiano | elettrico                    | si♭2          |
| Usmate Velate                       | MB        | Chiesa di Santa Margherita vergine e martire               | Ambrosiano | elettrico                    | si♭2↑         |
| Vaprio d'Adda                       | MI        | Chiesa di San Nicolò                                       | Ambrosiano | elettrico                    | la2↑          |
| Varano Borghi                       | VA        | Chiesa di Nostro Signore Divino Redentore                  | Ambrosiano | elettrico, manuale           | si♭2          |
| Varese                              | VA        | Basilica di San Vittore martire (campanile del Bernascone) | Ambrosiano | elettrico                    | la♭2          |
| Varese (Sacro Monte)                | VA        | Santuario di Santa Maria del Monte                         | Ambrosiano | elettrico                    | do3           |
| Vedano al Lambro                    | MB        | Chiesa di Santo Stefano protomartire                       | Ambrosiano | elettrico                    | Do3           |
| Vedano Olona                        | VA        | Chiesa di San Maurizio                                     | Ambrosiano | elettrico                    | la2           |
| Vermezzo                            | MI        | Chiesa di San Zenone                                       | Ambrosiano | elettrico                    | re♭3          |
| Villa Cortese                       | MI        | Chiesa di San Vittore martire                              | Ambrosiano | elettrico                    | Sib2          |
| Vimercate                           | MB        | Collegiata di Santo Stefano                                | Ambrosiano | elettrico                    | si♭2          |
| Vimercate (Oreno)                   | MB        | Chiesa di San Michele arcangelo                            | Ambrosiano | elettrico                    | la♭2          |

### Nove campane
| Località            | Provincia | Edificio                                        | Sistema    | Azionamento       | Tonalità          |
| ------------------- | --------- | ----------------------------------------------- | ---------- | ----------------- | ----------------- |
| Arluno              | MI        | Chiesa dei Santi apostoli Pietro e Paolo        | Ambrosiano | elettrico         | la2               |
| Busto Garolfo       | MI        | Prepositurale dei Santi Salvatore e Margherita  | Ambrosiano | elettrico         | si♭2              |
| Casatenovo          | LC        | Prepositurale di San Giorgio martire            | Ambrosiano | elettrico         | do3↓ (8 + si♭3)   |
| Corbetta            | MI        | Collegiata di San Vittore martire               | Ambrosiano | elettrico         | si♭2 (8 + la♭3)   |
| Garbagnate Milanese | MI        | Chiesa dei Santi Eusebio e Maccabei             | Ambrosiano | elettrico         | si♭2↑ (8 + la♭3↑) |
| Lecco               | LC        | Basilica di San Nicolò                          | Ambrosiano | elettrico         | si♭2              |
| Lissone             | MB        | Prepositurale dei Santi apostoli Pietro e Paolo | Ambrosiano | elettrico         | la♭2              |
| Monguzzo            | CO        | Chiesa dei Santi Biagio e Sebastiano martiri    | Ambrosiano | elettrico         | si2 (8 + la3)     |
| Rho                 | MI        | Basilica di San Vittore                         | Ambrosiano | elettrico         | do3               |
| San Vittore Olona   | MI        | Chiesa di San Vittore martire                   | Ambrosiano | elettrico         | si♭2              |
| Seregno             | MB        | Basilica di San Giuseppe (Torre del Barbarossa) | Ambrosiano | elettrico         | la♭2              |
| Tradate             | VA        | Prepositurale di Santo Stefano protomartire     | Ambrosiano | elettrico         | la2               |
| Valmadrera          | LC        | Chiesa di Sant'Antonio abate                    | Ambrosiano | elettrico         | si♭2 (8 + la♭3)   |
| Villasanta          | MB        | Chiesa parrocchiale di Sant'Anastasia           | Ambrosiano | elettrico,manuale | sib2              |

### Dieci campane
| Località | Provincia | Edificio                  | Sistema    | Azionamento | Tonalità |
| -------- | --------- | ------------------------- | ---------- | ----------- | -------- |
| Rho      | MI        | Santuario dell'Addolorata | Ambrosiano | Elettrico   | la2      |

### Dodici campane
| Località         | Provincia | Edificio                                           | Sistema    | Azionamento | Tonalità          |
| ---------------- | --------- | -------------------------------------------------- | ---------- | ----------- | ----------------- |
| Trezzo sull'Adda | MI        | Chiesa prepositurale dei Santi Gervasio e Protasio | Ambrosiano | Elettrico   | la2 (11+semitono) |

### Venticinque campane
| Località           | Provincia | Edificio                                                 | Sistema                          | Azionamento        | Tonalità               |
| ------------------ | --------- | -------------------------------------------------------- | -------------------------------- | ------------------ | ---------------------- |
| Venegono Inferiore | VA        | Basilica della Divina Sapienza (seminario arcivescovile) | Ambrosiano (5 maggiori+20 fisse) | Elettrico, manuale | re♭3 (scala cromatica) |

### I 10 concerti più grandi
| №  | Localizzazione                                                | Composizione del concerto   | Campana maggiore | Peso del concerto |
| -- | ------------------------------------------------------------- | --------------------------- | ---------------- | ----------------- |
| 1  | Milano, Basilica Cattedrale di Santa Maria Nascente           | 3 campane (mi♭3↓-si2-la♭2↓) | 7 300 kg         | 14 695 kg         |
| 2  | Bellusco (MB), chiesa di San Martino vescovo                  | 9 campane in Sol2↑ maggiore | 4 127 kg         | 13 596 kg         |
| 3  | Sesto San Giovanni (MI), Basilica di Santo Stefano            | 8 campane in la♭2 maggiore  | 4 013 kg         | 13 172 kg         |
| 4  | Seregno (MB), Basilica di San Giuseppe                        | 9 campane in la♭2↓ maggiore | 3 815 kg         | 12 694 kg         |
| 5  | Castellanza (VA), chiesa di San Giulio                        | 8 campane in la♭2↓ maggiore | 3 650 kg         | 12 280 kg         |
| 6  | Giussano (MB), chiesa dei Santi Giacomo e Filippo             | 8 campane in la♭2 maggiore  | 3 445 kg         | 11 810 kg         |
| 7  | Lissone (MB), Prepositurale dei Santi apostoli Pietro e Paolo | 9 campane in la♭2↓ maggiore | 3 375 kg         | 11 508 kg         |
| 8  | Malnate (VA), Prepositurale di San Martino                    | 8 campane in la♭2 maggiore  | 3 395 kg         | 11 420 kg         |
| 9  | Varese, Basilica di San Vittore martire                       | 8 campane in la♭2 maggiore  | 3 382 kg         | 11 403 kg         |
| 10 | Desio (MB), Basilica dei Santi Siro e Materno                 | 8 campane in la♭2 maggiore  | 3 523 kg         | 11 395 kg         |

### I 10 campanili più alti
| №  | Localizzazione                                                  | Composizione del concerto         | Epoca di costruzione | Altezza del campanile |
| -- | --------------------------------------------------------------- | --------------------------------- | -------------------- | --------------------- |
| 1  | Lecco, Campanile della basilica di San Nicolò                   | 9 campane in si♭2↓ maggiore       | 1882-1904            | 96 m                  |
| 2  | Castellanza (VA), chiesa di San Giulio                          | 8 campane in la♭2↓ maggiore       | 1945                 | 93 m                  |
| 3  | Milano, basilica di San Carlo al Corso                          | 6 campane in si♭2 maggiore        | XIX secolo           | 84 m                  |
| 4  | Sesto San Giovanni (MI), basilica di Santo Stefano protomartire | 8 campane in la♭2 maggiore        | 1937                 | 82 m                  |
| 5  | Seregno (MB), santuario di Santa Valeria                        | 6 campane in sol2↑ maggiore       | 1965                 | 81 m                  |
| 6  | Valmadrera (LC), chiesa di Sant'Antonio abate                   | 8 campane in si♭2 maggiore + la♭3 | 1923                 | 80 m                  |
| 7  | Monza, duomo di San Giovanni Battista                           | 8 campane in la2↓ maggiore        | 1592-1620            | 79 m                  |
| 8  | Villasanta (MB), chiesa di Sant'Anastasia                       | 9 campane in si♭2 maggiore        | XX secolo            | 77 m                  |
| 9  | Rho (MI), santuario della Beata Vergine Addolorata              | 10 campane in la2 maggiore        | XVIII secolo         | 76 m                  |
| 10 | Lissone (MB), prepositurale dei Santi Pietro e Paolo apostoli   | 9 campane in la♭2↓ maggiore       | XX secolo            | 75 m                  |